# STS-135
STS-135 — космический полёт MTKK «Атлантис», завершивший программу «Спейс Шаттл». Основная цель полёта — доставка оборудования и запасных частей для обеспечения продолжения функционирования Международной космической станции (МКС) и материалов для обеспечения жизнедеятельности экипажей МКС. Последняя экспедиция шаттла к МКС и последний полёт шаттла «Атлантис». Старт шаттла состоялся 8 июля 2011 года. Это 37-й полёт шаттла к МКС. НАСА начало планировать полёт с 20 августа 2010, ожидая, вскоре последовавшего, одобрения финансирования Конгрессом США. В середине апреля 2011 года Конгресс США утвердил бюджет, что окончательно сняло обеспокоенность НАСА о финансировании полёта. Эта миссия была выполнена экипажем из четырёх человек, в полёт был отправлен многоцелевой модуль снабжения Рафаэль и лёгкий многоцелевой Перевозчик. Полёт завершил программу «Спейс Шаттл».
Согласно планам НАСА, у этой миссии не было челнока-спасателя, и в случае невозможности возврата шаттла на Землю астронавты были бы эвакуированы с помощью российских кораблей «Союз». Именно отсутствием челнока-спасателя объясняется такой малочисленный экипаж шаттла — впервые шаттл отправился к МКС всего с 4 астронавтами на борту (последний раз экипаж из 4 человек осуществлял полёт за 28 лет до этого в апреле 1983 года при первом полёте шаттла Челленджер (STS-6)).

## Экипаж
- Кристофер Фергюсон (англ. Christopher John Ferguson ) (3-й космический полёт), командир экипажа
- Даглас Хёрли (англ.  Douglas Gerald Hurley ) (2), пилот
- Сандра Магнус (англ.  Sandra Magnus ) (3), специалист полёта
- Рекс Уолхайм (англ. Rex Joseph Walheim ) (3), специалист полёта

## Выход в открытый космос
Во время совместного полёта «Атлантиса» и МКС осуществлён один выход в открытый космос, в котором участвовали астронавты двадцать восьмого экипажа МКС Рональд Гаран и Майкл Фоссум.
- Выход 1 —  Фоссум и Гаран
- Цели: Переноска блока насоса системы охлаждения в грузовой отсек шаттла, выгрузка и установка системы дозаправки, установка экспериментальных материалов.
- Начало: 12 июля 2011 — 13:22 UTC
- Окончание: 12 июля 2011 — 19:53 UTC
- Продолжительность: 6 часов 31 минута.

Это 160-й выход в космос связанный с МКС.
Это 7-й выход в космос для Фоссума и 4-й выход для Гарана.

## Цель
Доставка оборудования и расходуемых материалов на МКС в транспортном модуле «Рафаэль». Возвращение на землю неисправного насоса аммиака системы охлаждения станции, для исследования характера и причин поломки. В модуле «Рафаэль» размещено: научное оборудование, запасные части: для систем жизнеобеспечения, электрооборудования, электронным узлами и компьютерам общим весом 2058 кг (4538 фунтов), предметы гигиены и одежда для экипажей МКС — 362 кг (798 фунтов), продовольствие — 760 кг (1677 фунтов). Общий вес грузов размещённых в модуле «Рафаэль» составляет 3,9 тонн (8640 фунтов).
Дополнительно 900 кг (2000 фунтов) грузов размещено на средней палубе шаттла.
На землю в модуле «Рафаэль» возвращается около 2,7 тонн (6000 фунтов) ненужного более на станции оборудования и мусора.
Специалисты НАСА рассчитывают, что доставленного «Атлантисом» оборудования и материалов будет достаточно для продолжения работ на станции в течение одного года. НАСА не имеет своих средств доставки грузов на МКС. В последующем в распоряжении НАСА должны появиться грузовые корабли, создаваемые частными компаниями. Лидером среди нескольких частных компаний, создающих грузовые корабли, является компания SpaceX и её корабль «Дракон». Первая стыковка «Дракона» со станцией была запланирована на ноябрь 2011 года, в действительности произошла в мае 2012 года.

## Подготовка к полёту

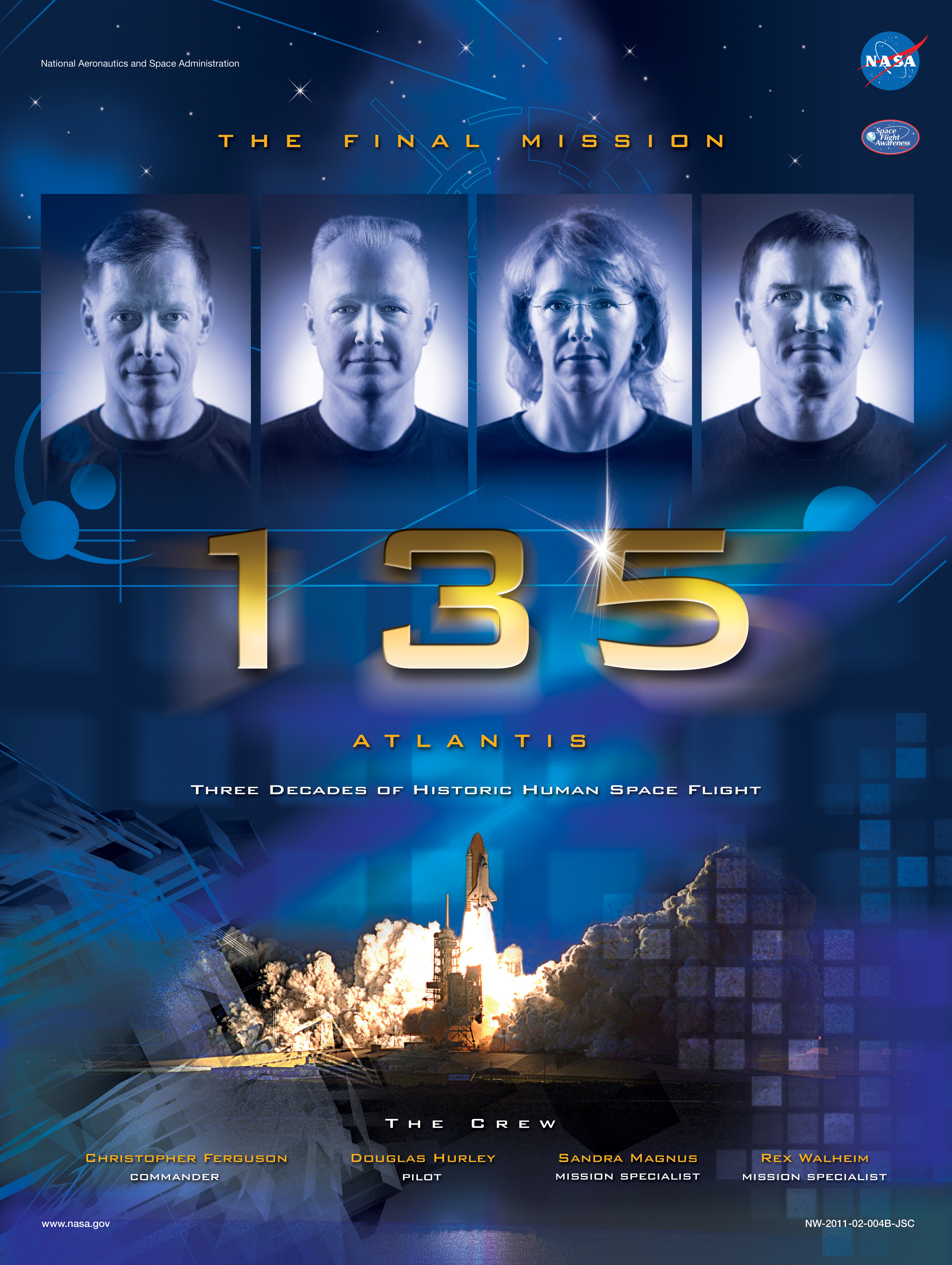
Плакат миссии

### 2010 год
14 сентября 2010 года назван экипаж для возможной экспедиции спасения «Атлантис» STS-335 и для, возможно, последнего полёта шаттла «Атлантис» STS-135. Спасательная экспедиция STS-335 готовится на случай повреждения шаттла «Индевор» STS-134, который намечен к запуску к МКС на 19 апреля 2011 года. Командир экипажа Кристофер Фергюсон, пилот Даглас Хёрли и два специалиста полёта Рекс Уолхайм и Сандра Магнус. Экипаж назначен, но состоится ли полёт «Атлантиса» STS-335 или STS-135 пока не определено. Решение о финансировании полёта STS-135 было принято уже после решения о назначении экипажа. Решение о назначении экипажа принималось из расчёта того, что подготовка к полёту занимает около одного года. Старт «Атлантиса» предварительно намечен на 28 июня 2011 года. Все четыре астронавта имеют опыт космических полётов. Кристофер Фергюсон был пилотом шаттла «Атлантис» STS-115 в сентябре 2006 года и командиром шаттла «Индевор» STS-126 в ноябре 2008 года. Рекс Уолхайм дважды был специалистом полётов в «Атлантис» STS-110 в апреле 2002 года и «Атлантис» STS-122 в феврале 2008 года. Даглас Хёрли был пилотом шаттла «Индевор» STS-127 в июле 2009 года. Сандра Магнус летала на шаттле «Атлантис» STS-112 в октябре 2002 года и с ноября 2008 по февраль 2009 года провела четыре с половиной месяца на МКС в составе 18-й долговременной экспедиции. После катастрофы шаттла «Колумбия» STS-107 в 2003 году был введён порядок, согласно которому для каждого отправляющегося в космос шаттла на земле готовится второй шаттл для возможной операции по спасению. Для полёта «Атлантис» STS-135 такой возможности не будет, так как необходимые для полёта шаттла внешний топливный бак и два твердотопливных ускорителя больше не производятся. В случае аварии «Атлантиса» STS-135 экипаж шаттла останется на МКС и будет эвакуирован на землю на российских кораблях «Союз». В этом случае операция по возвращению астронавтов на землю растянется на год.
11 октября 2010 года Обама подписал закон, позволяющий НАСА готовиться и осуществить полёт STS-135.
В начале декабря 2010 года техниками, после профилактики, установлены главные двигатели Атлантиса. Первым был установлен центральный двигатель (7 декабря 2010 года), затем нижний правый двигатель и нижний левый 8 и 9 декабря соответственно. Это была последняя установка главных двигателей на Спейс-шаттлах.

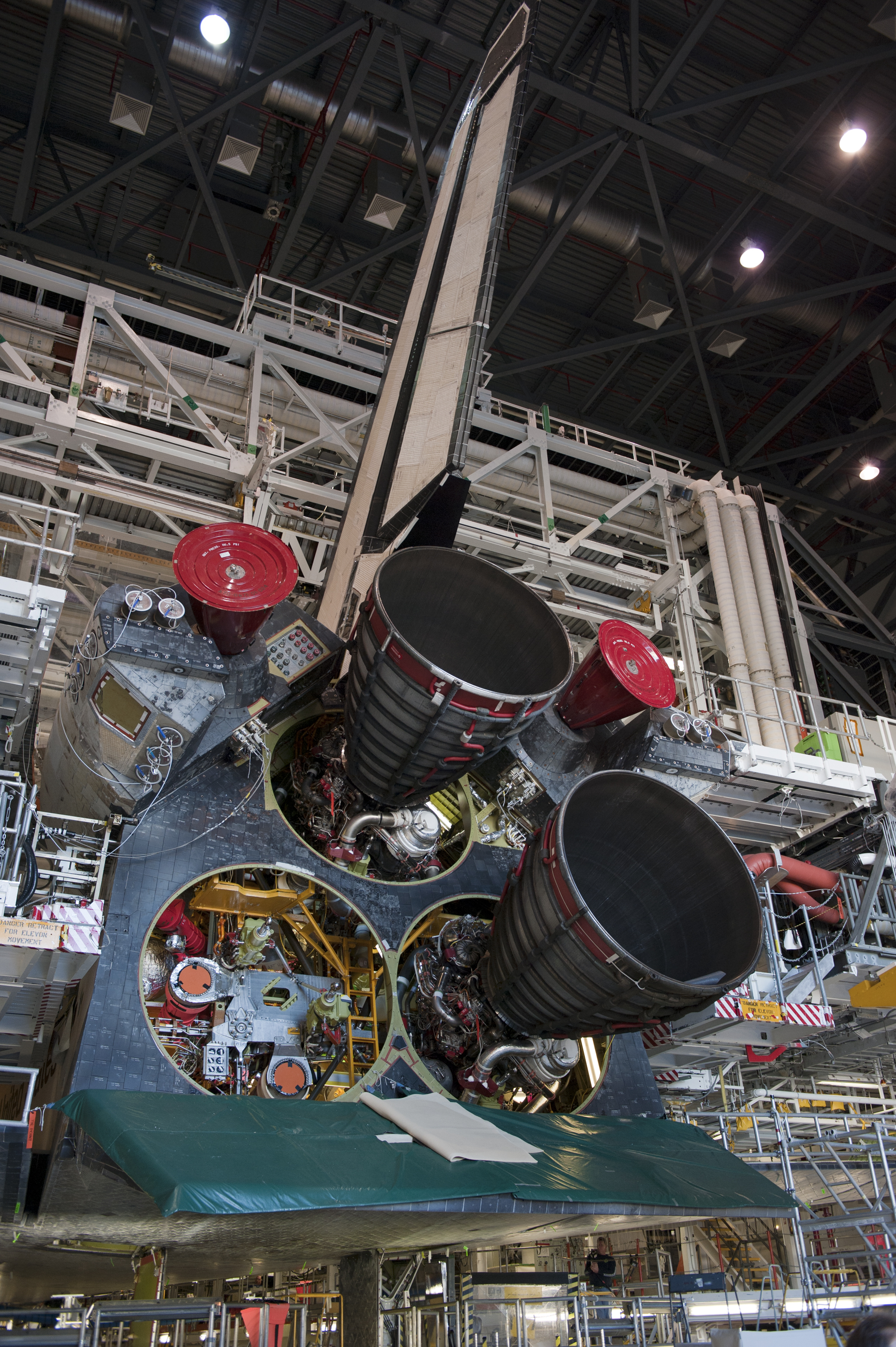
Установка главных двигателей «Атлантиса»

### 2011 год
20 января 2011 года НАСА официально объявило STS-135 — последней миссией шаттлов.
14 февраля 2011 года НАСА объявило, что полёт STS-135 состоится независимо от рассмотрения ситуации, связанной с финансированием, в Конгрессе США.
С 28 по 30 марта астронавты экипажа «Атлантиса» находились в России. На предприятии «Звезда» они примеряли скафандры, которые были изготовлены для них на случай возвращения из космоса на российских кораблях «Союз». При полёте на шаттле доставлялись кресло-ложемент и скафандр «Сокол» для Рекса Уолхайма, который при необходимости первым должен был спускаться на Землю на «Союзе».
9 мая. Старт шаттла «Атлантис» STS-135 переносится с 28 июня на, не ранее, 15 июля. Перенос вызван задержкой запуска «Индевор» STS-134 с 29 апреля до 16 мая. Вывоз «Атлантиса» из ангара в здание вертикальной сборки состоится на следующий день после старта «Индевора».

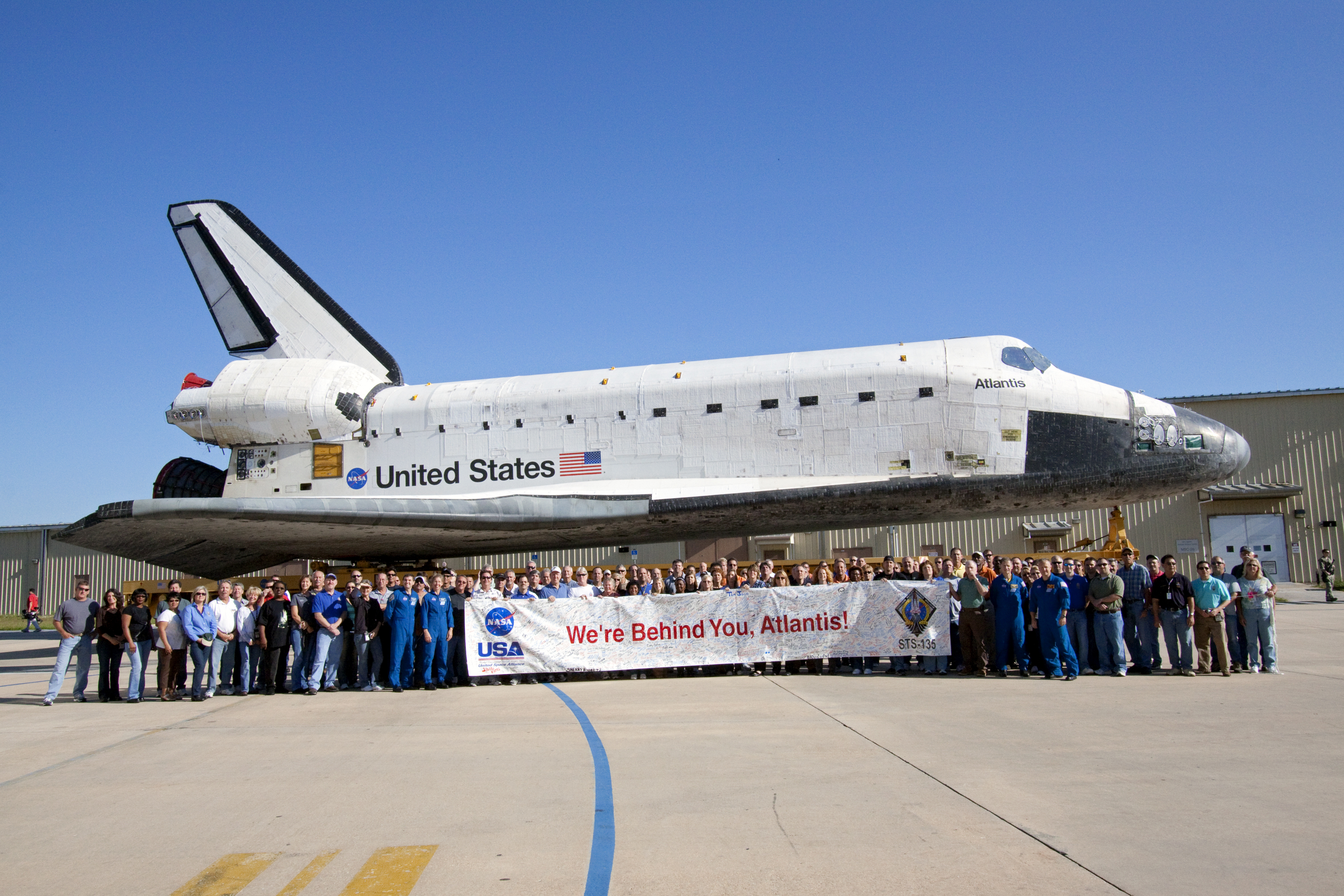
Перевозка «Атлантиса» в здание вертикальной сборки

17 мая шаттл «Атлантис» перевезён из ангара в здание вертикальной
сборки. На 18 мая запланировано его соединение с внешним топливным баком ЕТ-138 и твердотопливными ускорителями. Перевозка началась в 12 часов 3 минуты UTC (8 часов 3 минуты по времени космодрома на мысе Канаверал) и закончилась в 17 часов 50 минут. Во время перевозки была сделана продолжительная остановка, во время которой было сделано множество фотоснимков последней перевозки шаттла в здание вертикальной сборки. Перевозку шаттла сопровождали астронавты экипажа: Кристофер Фергюсон, Даглас Хёрли, Рекс Уолхайм и Сандра Магнус. На 31 мая назначена перевозка «Атлантиса» на стартовую площадку 39А. Старт «Атлантиса» должен состояться между 11 и 14 июля, точная дата старта ещё не была установлена.
20 мая завершено соединение шаттла с внешним топливным баком ЕТ-138 и твердотопливными ускорителями. НАСА объявлена дата и время старта «Атлантиса» — 8 июля в 15 часов 38 минут по Гринвичу (11 часов 38 минут североамериканского восточного времени). В соответствии с новым планом полёта, стыковка с МКС должна состояться 10 июля в 15 часов 24 минуты, расстыковка — 18 июля в 6 часов 23 минуты и приземление — 20 июля в 10 часов 15 минут. На 12 июля запланирован выход в открытый космос двух астронавтов.

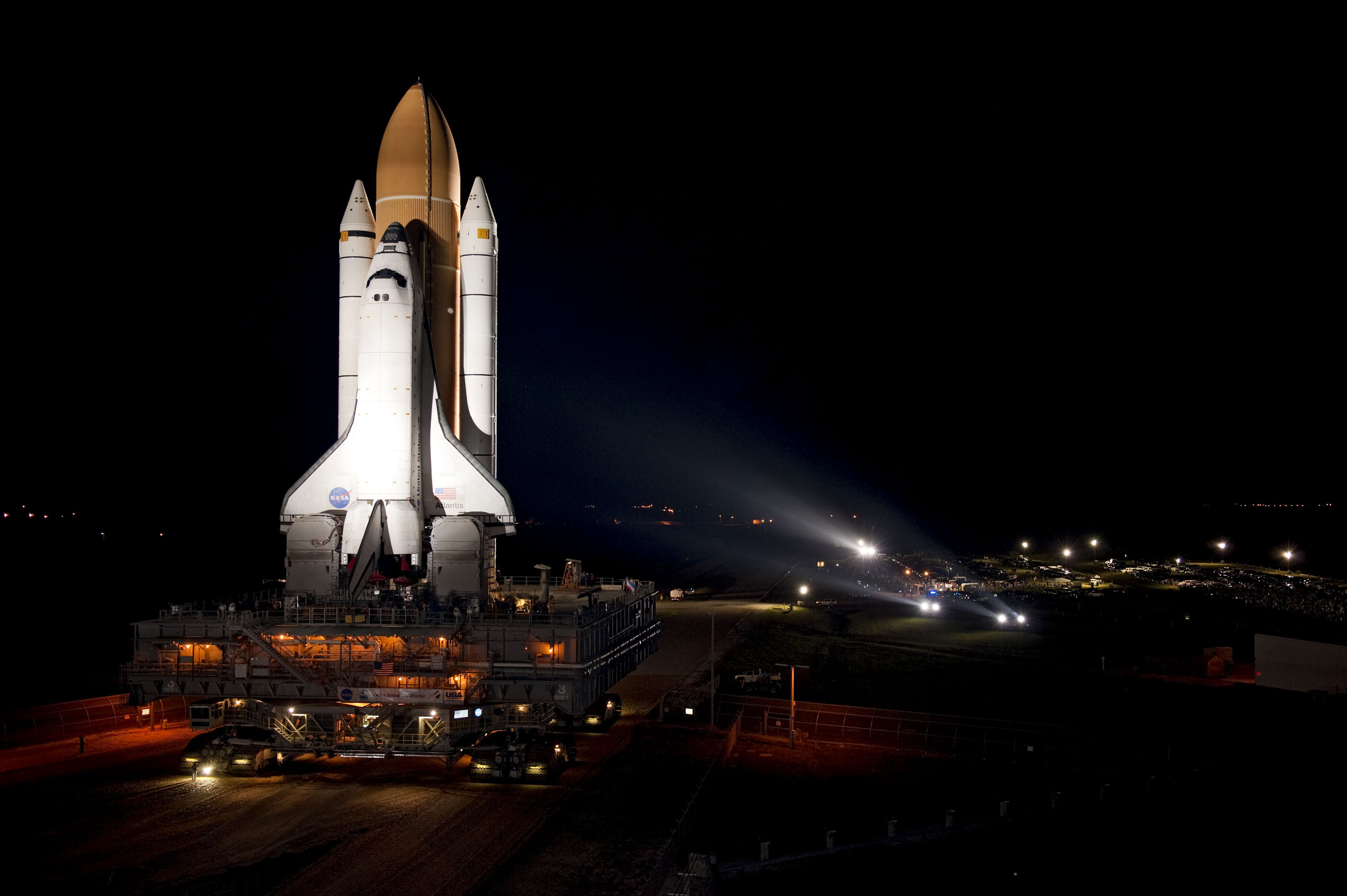
Перевозка «Атлантиса» к месту старта

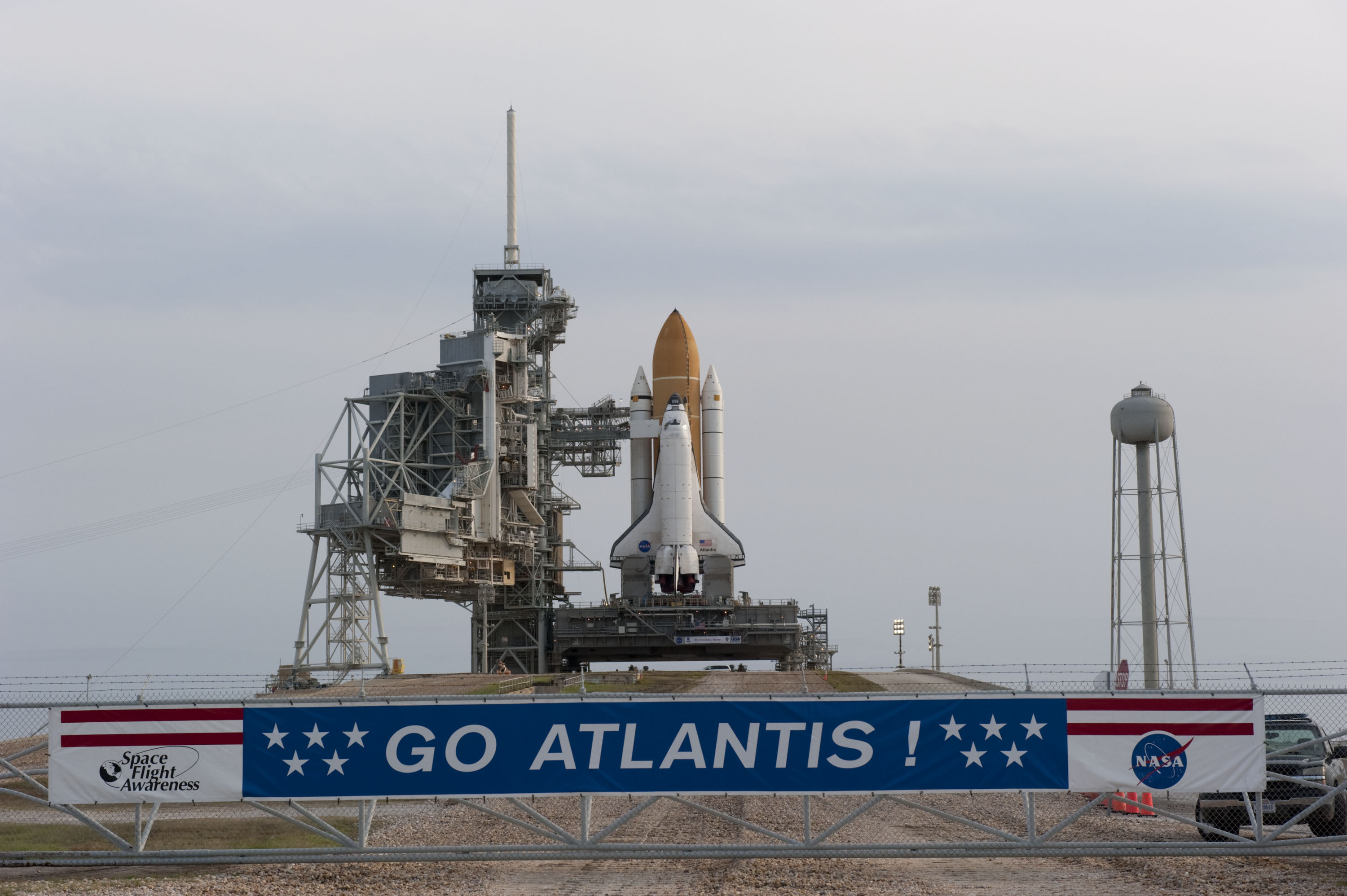
«Атлантис» на месте последнего старта

В ночь с 31 мая на 1 июня шаттл «Атлантис» был вывезен на стартовую площадку 39А для непосредственной подготовки к старту, назначенному на 8 июля. Из здания вертикальной сборки шаттл выехал в 0 часов 43 минуты (1 июня) ночи по Гринвичу (20 часов 43 минуты, 31 мая по времени космодрома на мысе Канаверал). Путь длиною 5,5 км (3,4 мили) шаттл преодолел почти за семь часов, и в 7 часов 29 минут он был установлен на стартовой площадке. Астронавты экипажа «Атлантиса» Кристофер Фергюсон, Даглас Хёрли, Сандра Магнус и Рекс Уолхайм сопровождали его во время перевозки.
15 июня была проведена тестовая заправка внешнего топливного бака. Тестовая заправка проводилась для того, чтобы проверить, не появятся ли трещины на рёбрах жёсткости, аналогичные тем, которые были обнаружены во время заправки бака для полёта «Дискавери» STS-133 в ноябре 2010 года, а также для проверки отсутствия утечек в месте подсоединения семидюймового топливопровода к внешнему топливному баку. Первоначально она планировалась на 11 часов (по Гринвичу), но из-за грозы, разразившейся над районом космодрома, тестовая заправка была задержана до 16 часов. В 16 часов 15 минут началась перекачка жидких водорода и кислорода во внешний топливный бак. Бак был заполнен в 19 часов. Во время теста было выявлено, что температура вентиля на топливопроводе третьего двигателя шаттла — ниже нормального уровня. Это могло быть связано с утечкой в вентиле. После слива жидких водорода и кислорода из топливного бака, инженерам предстояло разобраться с этой проблемой.
20 июня транспортный модуль «Рафаэль» был помещён в грузовой отсек «Атлантиса».
20 июня экипаж «Атлантиса» прибыл в космический центр имени Кеннеди для проведения тренировки предстартового обратного отсчёта, которая запланирована на 23 июня. Астронавты прилетели из Хьюстона на двух самолётах Т-38.
21 июня был заменён вентиль на топливопроводе двигателя № 3 «Атлантиса», в котором была обнаружена утечка во время тестовой заливки жидких водорода и кислорода во внешний топливный бак 15 июня. С помощью рентгеновского сканера были обследованы рёбра жёсткости внешнего топливного бака. Трещин на рёбрах жёсткости не обнаружено.
23 июня экипаж «Атлантиса» провёл тренировку предстартового обратного отсчёта и тренировку действий в случае аварийной ситуации во время старта. В этот же день астронавты улетели в Хьюстон.
28 июня в НАСА официально объявлено, что старт шаттла «Атлантис» STS-135 состоится 8 июля в 15 часов 26 минут по Гринвичу (11 часов 26 минут североамериканского восточного времени). Обратный предстартовый отсчёт начнётся 5 июля в 17 часов.
4 июля, в День независимости США, экипаж «Атлантиса» прибыл в космический центр имени Кеннеди для подготовки к старту. Астронавты вылетели из Хьюстона и, сделав промежуточную посадку для дозаправки в Мобиле (штат Алабама), приземлились в 18 часов 32 минуты на космодроме мыса Канаверал.
5 июля в 17 часов по Гринвичу (13 часов местного времени) включён обратный предстартовый отсчёт. Согласно прогнозу погоды, в день старта над мысом Канаверал с вероятностью 60 % ожидаются дождь с грозой, что может вынудить НАСА перенести старт. Вероятность благоприятной для старта погоды в субботу (9 июля) и в воскресенье (10 июля) составляет 60 % и 70 % соответственно. Если «Атлантис» не стартует в эти дни, то запуск будет перенесён до 16 июля, так как на 14 июля запланирован запуск ракеты «Дельта-4» с военным навигационным спутником.
Ожидается, что наблюдать запуск «Атлантиса» в космический центр Кеннеди приедут от 500 до 750 тысяч зрителей.
6 июля со стороны Карибского моря на Флориду надвигается дождевой и грозовой фронт. Синоптики оценивают вероятность благоприятной для запуска «Атлантиса» погоды в 30 %. Улучшение погоды прогнозируется на субботу: вероятность благоприятных условий — 40 % и на воскресенье — 60 %.
7 июля с утра на мысе Канаверал продолжается тропический ливень и гроза. Вероятность благоприятной для запуска «Атлантиса» погоды остаётся в районе 30 %. Около 17 часов была зафиксирована молния в пределах одной мили от стартовой площадки. Инженеры вынуждены были перепроверять электронные системы шаттла, на которые влияют помехи, возникающие при вспышках молний. Несмотря на неблагоприятные погодные условия, обратный предстартовый отсчёт и работы на стартовой площадке продолжались в плановом порядке.
Согласно последним данным измерений орбиты МКС, рассчитано окно для запуска «Атлантиса»: с 15:21:46 по 15:31:47. Ширина окна — 10 минут 1 секунда. Точное время старта (середина окна) — 15:26:46 по Гринвичу (11:26:46 местного времени). В это время МКС будет находиться над Тихим океаном, восточнее Крайстчерч (Новая Зеландия). Если старт будет задержан, он может состояться 9 июля в 15:04:15 или 10 июля в 10:38:31.

## Описание полёта

### Старт и первый день полёта
15:26 8 июля — 23:59 8 июля

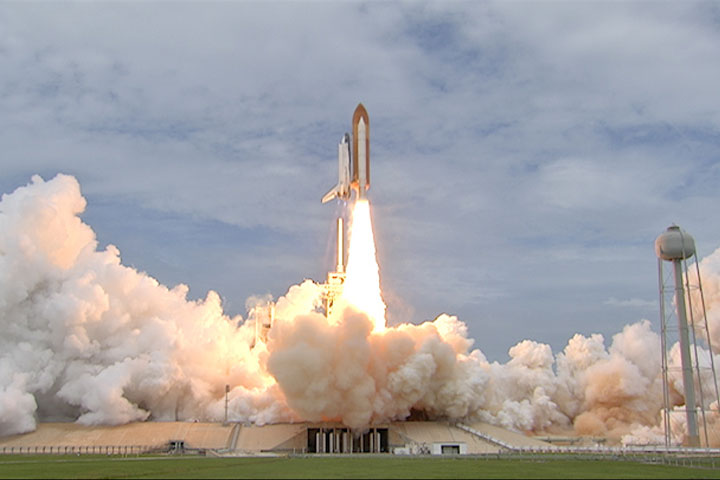
Последний старт шаттла «Атлантис»

8 июля прогноз погоды на время старта был неблагоприятным: переменная облачность на высоте 914 м (3000 футов), сплошная облачности на высоте от 2400 м до 7600 м (от 8000 до 25000 футов), хорошая видимость, юго-юго-западный ветер, скорость ветра 5,1 м/с (10 узлов), порывами до 7,7 м/с (15 узлов), температура 27 °C (80 °F).
В 6 часов 6 минут началась закачка жидких кислорода и водорода во внешний топливный бак. Бак заполнен в 8 часов 58 минут.
Руководство полётом приняло решение продолжать подготовку к старту с надеждой, что в момент старта переменчивые условия погоды будут благоприятными для запуска.

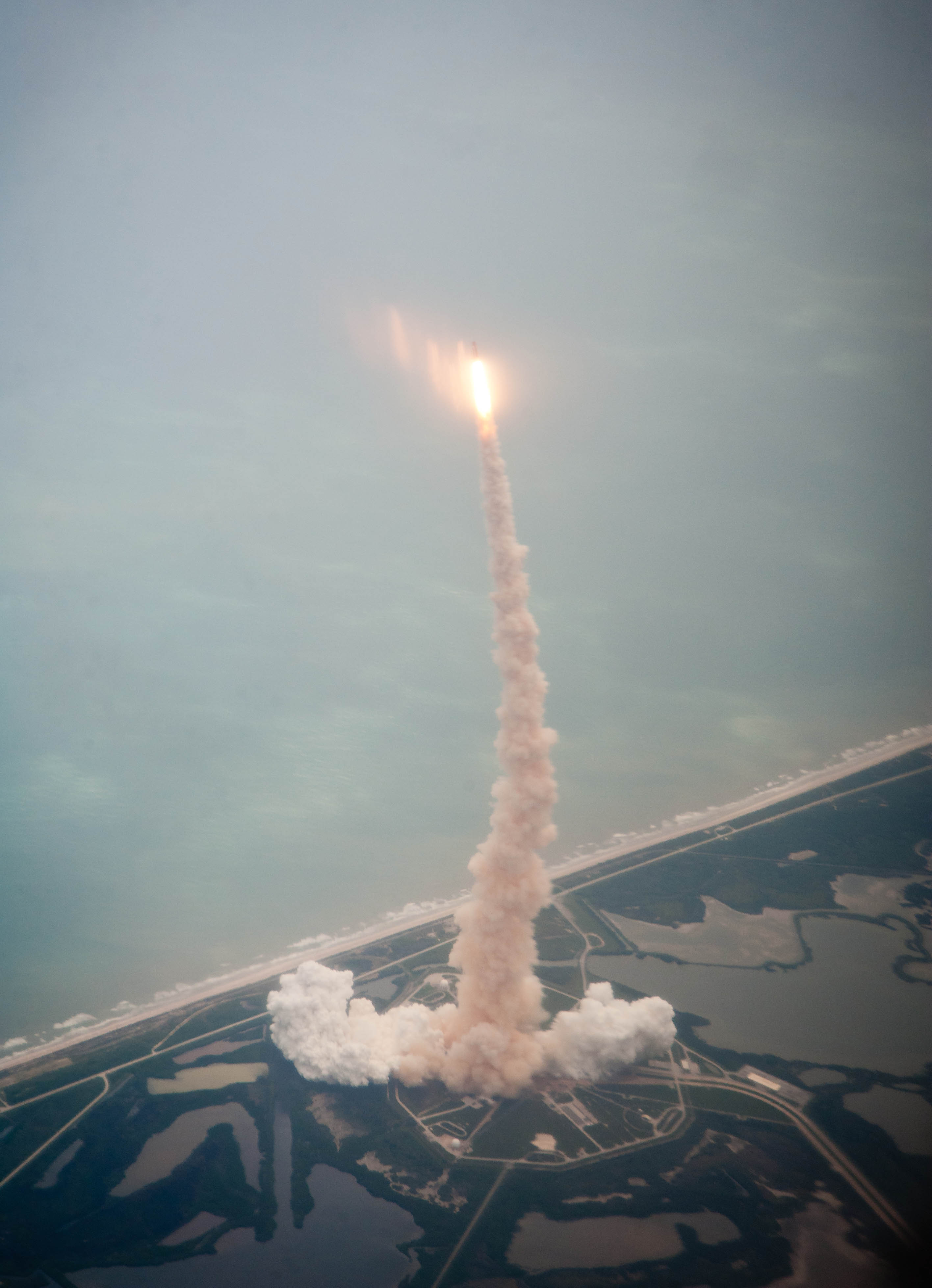
Последний старт шаттла «Атлантис»

В 11 часов астронавты «Атлантиса» начали надевать скафандры. В 11 часов 36 минут астронавты разместились в специальном автобусе (астровэн) и направились на стартовую площадку. В 11 часов 50 минут астронавты приехали на стартовую площадку, на лифте поднялись к люку в кабину шаттла. Первым в кабине «Атлантиса» разместился командир экипажа Кристофер Фергюсон, за ним последовал пилот Даглас Хёрли, затем Сандра Магнус и затем Рекс Уолхайм.
В 15 часов 14 минут (за 12 минут до планового старта) принято предварительное решение о старте в 15 часов 26 минут. Старт будет разрешён в зависимости от условий погоды.
В 15 часов 29 минут шаттл «Атлантис» стартовал в последний полёт.
Во время старта над космодромом была плотная облачность на грани дождя, фактически, старт «Атлантиса» был произведён с нарушением предписаний НАСА, так как низкая и плотная облачности могла вызвать проблемы при экстренном прерывании полёта в первые четыре минуты. В этом случае шаттл должен был развернуться и спланировать на взлётно-посадочную полосу космодрома. Такой манёвр был бы затруднён в условиях низкой, плотной облачности и плохой видимости.
Через 2 минуты 10 секунд после старта отстрелены отработавшие твердотопливные ускорители. Через 3 минуты 40 секунд после старта «Атлантис» находился на высоте 87 км (54 мили), на расстоянии 193 км (120 миль) от стартовой площадки и удалялся со скоростью 6758 км/ч (4200 миль/час). Через 4 минуты после старта «Атлантис» прошёл точку невозврата, для случая аварийной посадки на мысе Канаверал. Через 4 минуты 30 секунд после старта «Атлантис» находился на высоте 100 км (62 мили), на расстоянии 322 км (200 миль) от стартовой площадки и удалялся со скоростью 8850 км/ч (5500 миль/час). Через 7 минут 18 секунд «Атлантис» разогнался до скорости 19300 км/ч (12000 миль/час).
В 15 часов 37 минут выключены двигатели шаттла и отстрелен внешний топливный бак.
«Атлантис» вышел на орбиту с апогеем 225 км (140 миль) и перигеем 58 км (36 миль), наклонение орбиты 51,6°. После коррекции, которая была проведена в 16 часов 8 минут, параметры орбиты составили: апогей 265 км (143 морские мили), перигей 181 км (98 морских миль).
В 17 часов 3 минуты был открыт грузовой отсек шаттла. В 17 часов 12 минут раскрыта антенна Ku диапазона.
Астронавты начали тестировать робот-манипулятор.

### Второй день полёта
07:59 9 июля — 23:29 9 июля
Астронавты проводили стандартное обследование теплозащитного покрытия шаттла с помощью лазерного сканера и высокоразрешающей камеры, установленных на удлинителе робота-манипулятора. Манипулятором управляли Кристофер Фергюсон, Даглас Хёрли и Сандра Магнус.

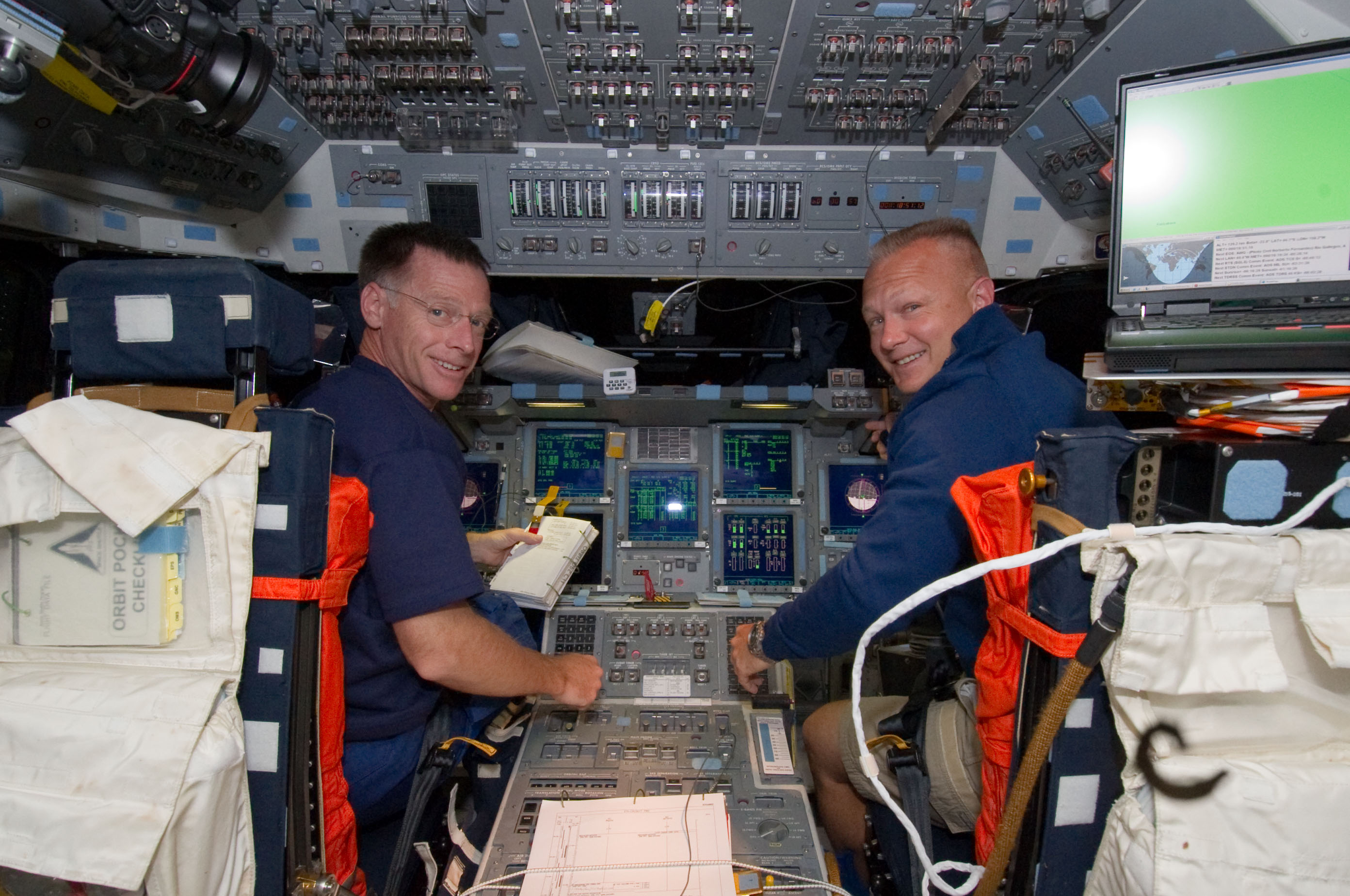
Кристофер Фергюсон и Даглас Хёрли в кабине «Атлантиса».

В 10 часов 58 минут удлинитель, с укреплёнными на нём лазерным сканером и высокоразрешающей камерой, был захвачен манипулятором шаттла. После проверки и тестирования приборов, установленных на удлинителе, в 11 часов 35 минут астронавты начали инспекцию правого крыла шаттла. Обследование правого крыла закончено в 13 часов 30 минут.
После перерыва, в 14 часов 10 минут обследование теплозащитного покрытия было продолжено на носу шаттла, а с 14 часов 50 минут — на левом крыле.
В 16 часов 25 минут обследование теплозащитного покрытия было закончено. Снимки, полученные во время обследования, были переданы в центр управления полётом для оценки состояния покрытия специалистами НАСА. В 16 часов 50 минут удлинитель робота-манипулятора был возвращён на своё место в грузовом отсеке шаттла.
Астронавты перепроверяли системы шаттла, задействованные в сближении и стыковке с МКС.

### Третий день полёта
07:29 10 июля — 22:59 10 июля
День стыковки с Международной космический станцией.
Около 10 часов вышел из строя один из основных компьютеров шаттла. Всёго на шаттле пять основных компьютеров, четыре из которых работают с одной операционной системой и один с другой. Во время полёта достаточно двух функционирующих компьютеров.
В 11 часов 3 минуты была проведена очередная корректировка орбиты шаттла.
В 11 часов 35 минут «Атлантис» находился на расстоянии 63 км от станции. В 11 часов 55 минут «Атлантис» находился на расстоянии 30 км от станции.

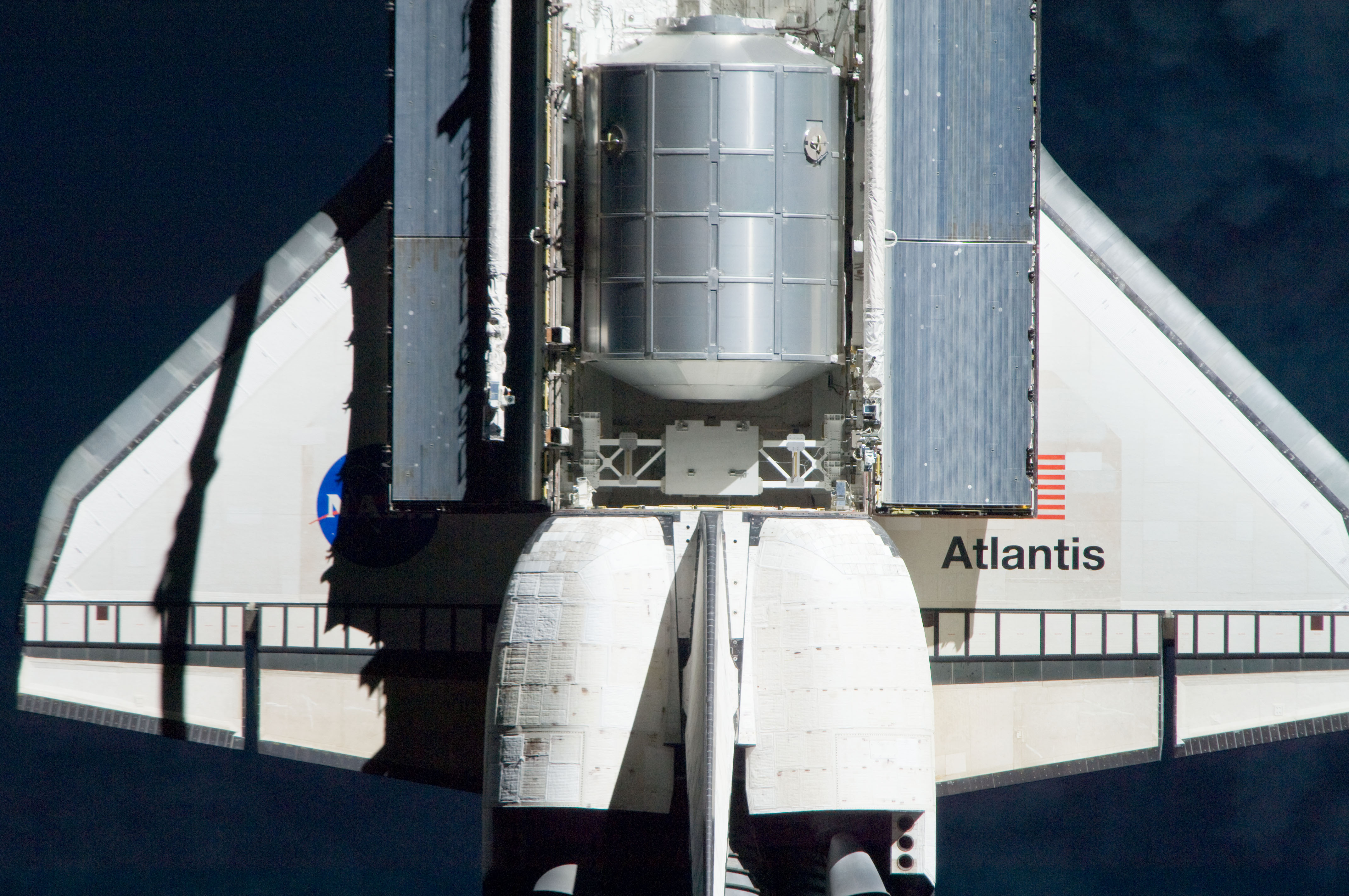
«Атлантис» приближается к МКС.

Заключительная фаза сближения началась в 12 часов 29 минут, когда была проведена последняя корректировка орбиты шаттла. В это время «Атлантис» находился на расстоянии 14,5 км от станции.
В 13 часов 5 минут «Атлантис» был на расстоянии 11 км (35000 футов) от станции, скорость сближения — 5,18 м/сек (17 футов/с). В 13 часов 10 минут между экипажами «Атлантиса» и МКС установлена голосовая связь. В 13 часов 40 минут «Атлантис» находился на расстоянии 1,4 км (4700 футов) от станции, скорость сближения — 2,2 м/сек (7,1 футов/сек).
В 14 часов 2 минуты «Атлантис» находился под станцией на расстоянии 198 м (650 футов) от неё.
В 14 часов 5 минут под управлением командира корабля Кристофера Фергюсона, «Атлантис» начал стандартный переворот перед иллюминаторами модуля «Звезда». Во время переворота, астронавты МКС Майкл Фоссум, Сатоси Фурукава и Сергей Волков вели съёмку теплозащитного покрытия шаттла. Фоссум снимал места на корпусе шаттла, к которым был прикреплён внешний топливный бак, а также створки, закрывающие шасси, 800-миллиметровым объективом и камерой с разрешением в один дюйм. Фурукава снимал 400-миллиметровым объективом и камерой с разрешением в три дюйма. Волков снимал 1000-миллиметровым объективом. «Атлантис» и МКС в это время находились над центральной Атлантикой.
Переворот окончен в 14 часов 14 минут. Расстояние между «Атлантисом» и МКС — 143 метра (470 футов). В 14 часов 31 минутe «Атлантис» находился перед станцией: нос направлен в космос, корма — на Землю, раскрытый грузовой отсек, в котором расположен стыковочный узел, — на МКС. В 14 часов 32 минуты из центра управления полётом дано разрешение на стыковку. В 14 часов 38 минут шаттл и МКС пролетали над Индийским океаном.
В 14 часов 39 минут расстояние между шаттлом и станцией составляло 73 м (241 футов), скорость сближения — 0,08 м/с (0,25 фут/с). В 14 часов 52 минуты расстояние между шаттлом и станцией составляло 30 м (100 футов). В 14 часов 59 минут расстояние между шаттлом и станцией составляло 15,8 м (52 фута), скорость сближения — 0,05 м/с (0,15 фут/с). Шаттл и МКС пролетали над югом Новой Зеландии. В 15 часов 4 минуты расстояние между шаттлом и станцией составляло 4,5 м (15 футов),
В 15 часов 7 минут «Атлантис» пристыковался к МКС. Стыковка произошла над южным районом Тихого океана. Это была 37-я и последняя стыковка шаттла с МКС.
В 15 часов 40 минут комплекс шаттл + МКС был развёрнут на 180° так, чтобы шаттл находился сзади по направлению движения по орбите.
В 16 часов 47 минут был открыт люк между «Атлантисом» и МКС. На орбите встретились экипаж шаттла и 28-й долговременный экипаж МКС:
Андрей Борисенко (командир), Александр Самокутяев, Сергей Волков, Рональд Гаран, Майкл Фоссум и Сатоси Фурукава.

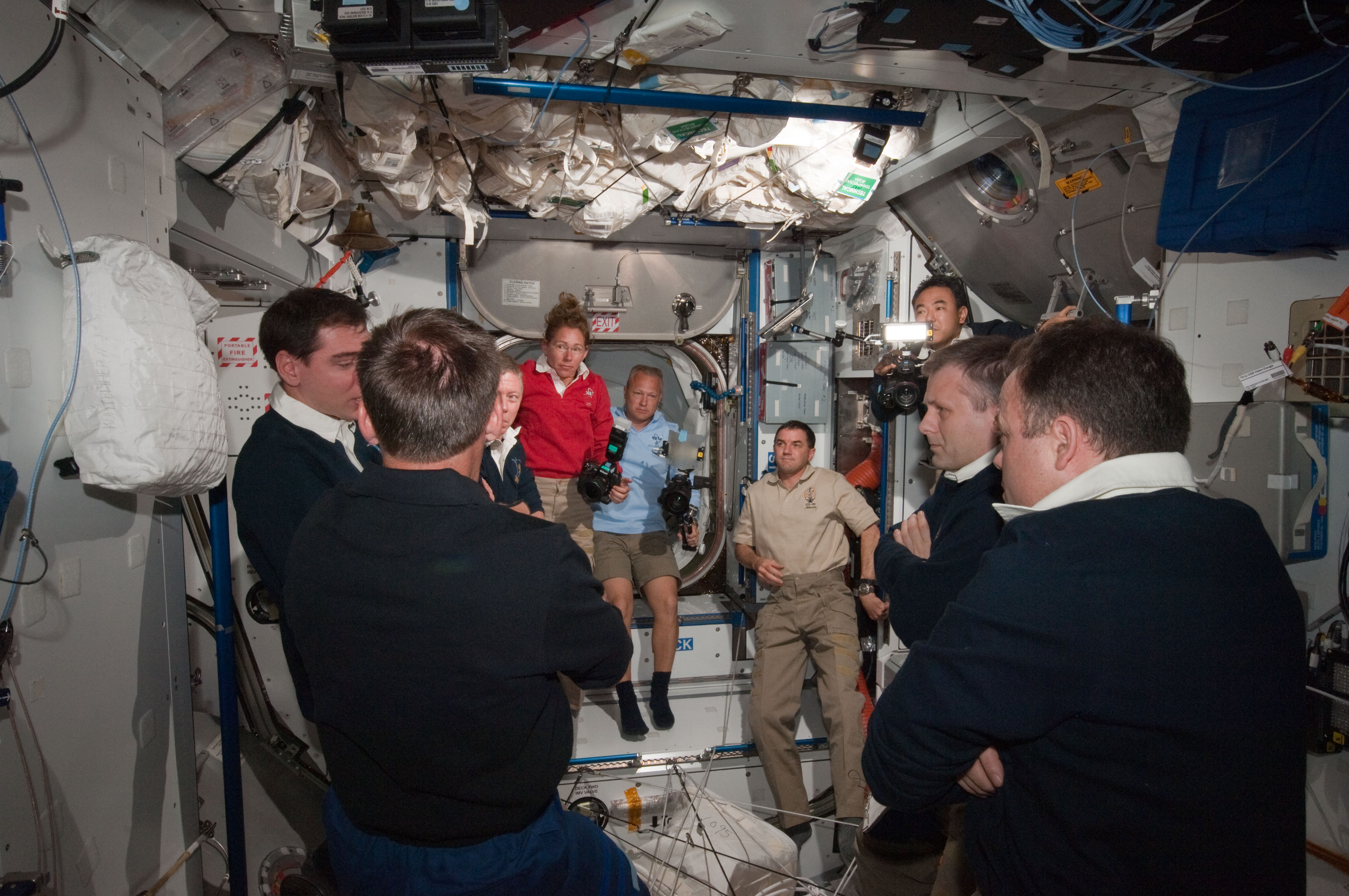
Встреча экипажей «Атлантиса» и МКС.

После короткой церемонии встречи астронавты продолжили работу по плану.
С помощью манипулятора станции Рональд Гаран и Сатоси Фурукава достали из грузового отсека шаттла удлинитель и подсоединили его к манипулятору шаттла, которым управляли Кристофер Фергюсон и Даглас Хёрли. В состыкованном состоянии для манипулятора шаттла нет достаточного пространства, чтобы достать удлинитель из грузового отсека.
Из-за приближения к станции обломка спутника, НАСА рассматривает возможность переноса выхода в открытый космос, запланированного на вторник, 12 июля. Обломок советского спутника «Космос 375», который был запущен 30 октября 1970 года, должен пролететь в окрестности станции в полдень 12 июля. Точная траектория обломка пока не определена. Согласно нормам НАСА, пространство безопасности вокруг станции имеет размер 25х25 км х 762 м (15,5х15,5 миль х 2500 футов). Если вероятность попадания постороннего объекта в это пространство составляет 1/100000 и выше, то необходимо предпринимать манёвр ухода от столкновения.
Кэпком Меган Макартур сообщила, что по предварительным данным, теплозащитное покрытие «Атлантиса» не имеет повреждений, дополнительного, более тщательного обследования покрытия не требуется.

### Четвёртый день полёта
07:02 11 июля — 22:59 11 июля
Более тщательно изучив траекторию движения обломка спутника «Космос 375», специалисты НАСА пришли к выводу, что обломок не подойдёт к станции ближе, чем 11 миль, опасности столкновения нет, и нет необходимости проводить манёвр ухода от столкновения.
Подъём из грузового отсека «Атлантиса» транспортного модуля «Рафаэль» и пристыковка его к модулю «Гармония». Модуль «Рафаэль» в четвёртый раз прилетел к МКС.
Операция по подъёму модуля «Рафаэль» началась в 9 часов 7 минут. Общий вес модуля «Рафаэль» вместе с грузами, находящимися в нём, составляет 11,6 тонн (25500 фунтов). В 9 часов 16 минут модуль «Рафаэль» был зацеплен манипулятором станции. В 9 часов 47 минут Даглас Хёрли и Сандра Магнус с помощью манипулятора станции начали подъём транспортного модуля «Рафаэль» из грузового отсека «Атлантиса». Хёрли и Магнус, находясь в модуле «Купол», начали перемещать модуль «Рафаэль» к нижнему (направленному на землю) порту модуля «Гармония». В 10 часов 30 минут модуль «Рафаэль» подведён к порту модуля «Гармония». В 10 часов 46 минут модуль «Рафаэль» пристыкован к порту модуля «Гармония». В 11 часов манипулятор станции был отведён от модуля «Рафаэль».

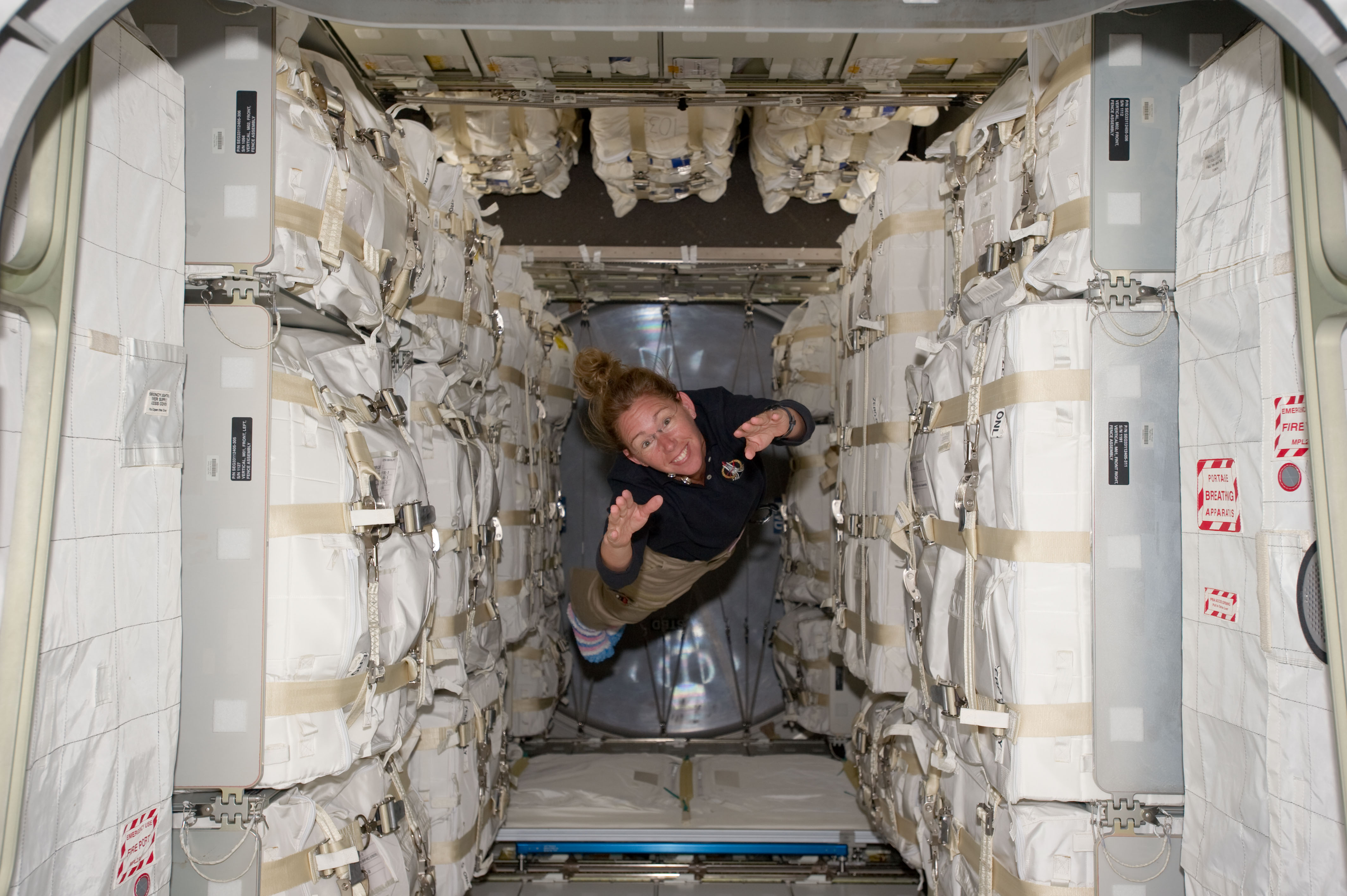
Сандра Магнус в модуле «Рафаэль».

После проверки герметичности стыка, в 16 часов 10 минут люк в модуль «Рафаэль» был открыт.
Астронавтам предстоит перенести из модуля «Рафаэль» 4,3 тонн (9402 фунтов) грузов в станцию и 2,6 тонны (5666 фунтов) в обратном направлении. Для выполнения этой работы требуется 130 человеко-часов.
Кристофер Фергюсон и Рекс Уолхайм начали транспортировку грузов размещённых на средней палубе «Атлантиса».
Астронавты МКС Рональд Гаран и Майкл Фоссум подготавливали инструменты к предстоящему на следующий день выходу в открытый космос.
Руководство НАСА продлило полёт «Атлантиса» на сутки. Причина продления полёта — предоставление экипажу больше времени для разгрузки модуля «Рафаэль». Согласно новому плану продлевается на сутки совместный полёт «Атлантиса» и МКС. Расстыковка переносится на 19 июля в 16 часов 56 минут. Приземление «Атлантиса» запланировано на 21 июля в 9 часов 56 минут по Гринвичу (5 часов 56 минут летнего североамериканского восточного времени). Вторая возможность для приземления — на следующем витке в 11 часов 32 минуты. Несмотря на продление полёта на сутки, у шаттла остаётся достаточно ресурсов на дополнительные двое суток на случай неблагоприятной для приземления погоды или каких-либо технических проблем.
Астронавтам с помощью специалистов из центра управления полётом удалось перезапустить вышедший из строя в третий день полёта компьютер общего назначения № 3.

### Пятый день полёта
06:56 12 июля — 22:26 12 июля
День выхода в открытый космос. Плановая продолжительность выхода — шесть с половиной часов. Выходящие астронавты члены экипажа МКС Майкл Фоссум и Рональд Гаран. Для Фоссума это седьмой выход, для Гарана — четвёртый. В июле 2008 года во время полёта «Дискавери» STS-124, Фоссум и Гаран три раза выходили вместе в открытый космос. Цель выхода — выгрузка оборудования для автоматической заправки космических аппаратов (Robotic Refueling Mission experiment) из грузового отсека шаттла и установка на ферменной конструкции станции; переноска вышедшего из строя насоса системы охлаждения станции в грузовой отсек шаттла; установка экспериментальных материалов на внешней поверхности станции.

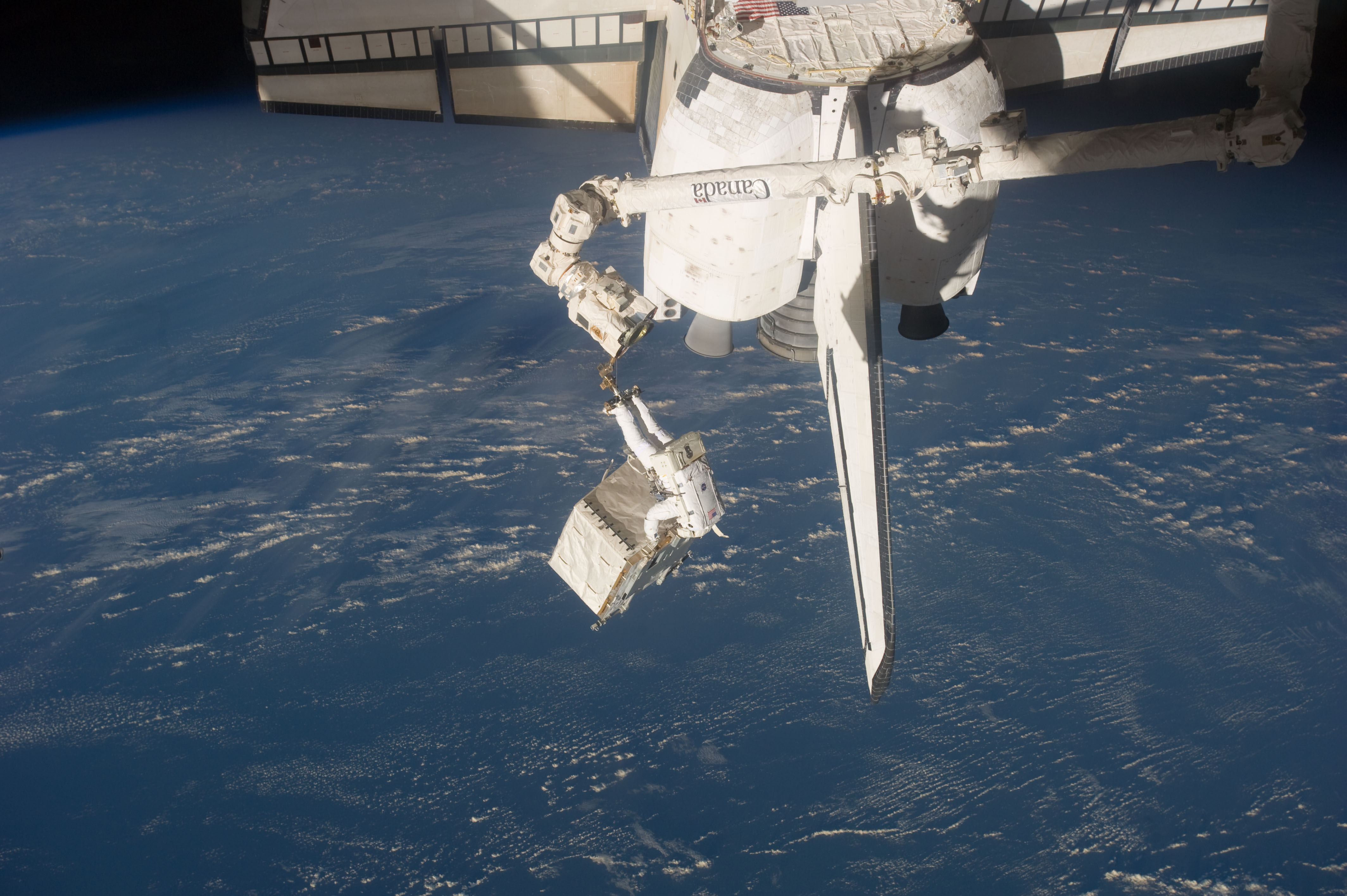
Рональд Гаран в открытом космосе.

Насос системы охлаждения был доставлен на станцию вместе с сегментом S1 на шаттле STS-122 в октябре 2002 года. В декабре 2006 года во время полёта STS-116 система охлаждения была активирована. 31 июля 2010 года, по непонятным пока причинам, насос вышел из строя. В августе 2010 года насос был демонтирован астронавтами МКС и заменён на резервный. Насос системы охлаждения будет отремонтирован на земле и вновь отправлен на станцию на японском грузовом корабле.
Внутри станции Рекс Уолхайм координировал выход в открытый космос. Даглас Хёрли и Сандра Магнус управляли манипулятором станции из модуля «Купол».
Перед выходом, Фоссум и Гаран в течение часа дышали чистым кислородом. В 10 часов 46 минут астронавты надели скафандры и начали проводить тест на герметичность. Подготовка к выходу проходила с получасовой задержкой. В 12 часов 46 минут Фоссум и Гаран вошли в шлюзовую камеру. В 12 часов 51 минута началась откачка воздуха из шлюзовой камеры. Выход начался в 13 часов 22 минуты, на 38 минут позже планировавшегося времени. В 13 часов 38 минут астронавты выплыли из модуля «Квест». В это время станция находилась над космическим центром имени Кеннеди.
Рональд Гаран направился к манипулятору станции и закрепил себя на нём. Гарану предстояло переносить в руках насос системы охлаждения. На манипуляторе Гаран был подведён к насосу, который находился на внешней платформе № 2 (External Stowage Platform No. 2). Фоссум находился здесь же, он начал раскручивать крепления насоса. В 14 часов 35 минут Гаран поднял насос руками, вес которого 635 кг (1400 фунтов). Гаран вместе с насосом начал передвигаться на манипуляторе к грузовому отсеку «Атлантиса». В 15 часов 15 минут Гаран приблизился к месту установки насоса в грузовом отсеке. Сюда же переместился и Фоссум, чтобы закрепить насос. В 15 часов 34 минуты насос был закреплён.
В 15 часов 45 минут астронавты поменялись местами: Фоссум закрепился на манипуляторе, а Гаран начал передвигаться по поверхности грузового отсека и станции. В 16 часов 20 минут астронавты сняли крепления с робота автоматической заправки космических аппаратов и Фоссум поднял его на руках. В 16 часов 25 минут Фоссум переместился в платформе, на которой установлен робот Декстр. В 16 часов 37 минут робот автоматической заправки установлен на платформе. Гаран отправился к шлюзовому модулю, чтобы забрать комплект экспериментальных материалов и другой комплект инструментов. В 17 часов 25 минут Гаран переместился к транспортной платформе № 2 и начал устанавливать здесь комплект экспериментальных материалов. Эта работа была закончена в 17 часов 47 минут.

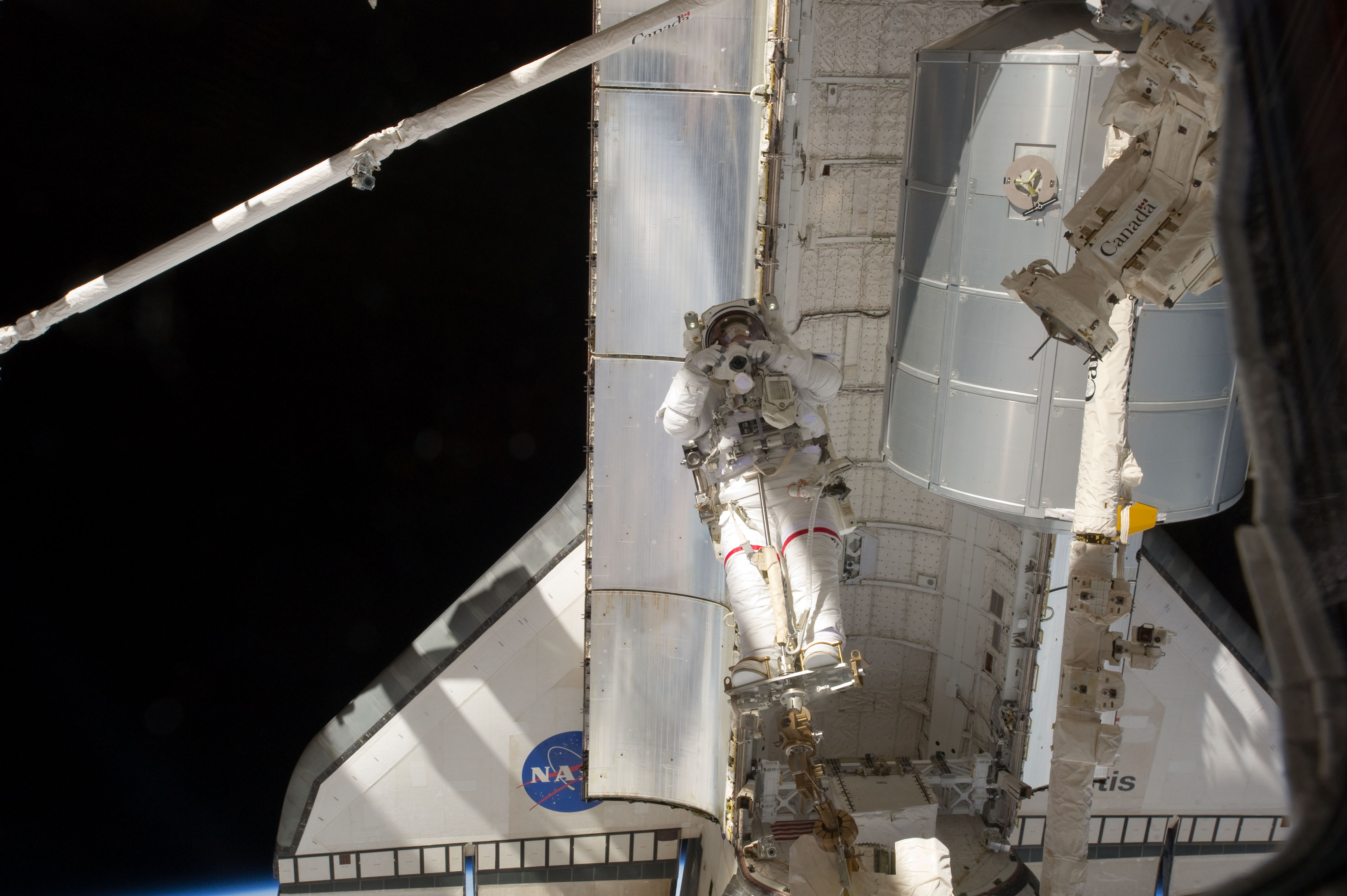
Майкл Фоссум на манипуляторе станции.

Фоссум переместился к опорной точке манипулятора станции, расположенной на российском модуле «Заря». В 18 часов 17 минут Фоссум переложил заземляющий провод на опорной точке манипулятора.
Последнее задание для астронавтов — установка защитной крышки на стыковочный адаптер № 3 на модуле «Транквилити». В 18 часов 58 минут это задание было выполнено. В 19 часов 15 минут астронавты собрали инструменты и вернулись в шлюзовой модуль. В 19 часов 50 минут был закрыт люк шлюзового модуля.
Выход закончился в 19 часов 53 минут. Продолжительность выхода составила 6 часов 31 минуту. Это был 160 выход в открытый космос, связанный с МКС, 249 американский выход, 119 выход из МКС. Общее время всех выходов, связанных с МКС, составило 1009 часов 9 минут (42 суток 1 час 9 минут). Суммарное время выходов в открытый космос Фоссума составило 48 часов 32 минуты, Гарана — 27 часов 3 минуты.
Астронавты экипажей «Атлантиса» и МКС продолжали разгружать модуль «Рафаэль».

### Шестой день полёта
06:29 13 июля — 21:29 13 июля
В качестве сигнала для пробуждения на «Атлантис» была передана песня Элтона Джона «Rocket Man», а также его послание астронавтам: «Доброе утро, Атлантис, здесь Элтон Джон. Мы желаем Вам успехов в вашей миссии. Огромное спасибо всем мужчинам и женщинам НАСА, которые работали в программе „Спейс шаттл“ в прошедшие три десятилетия».

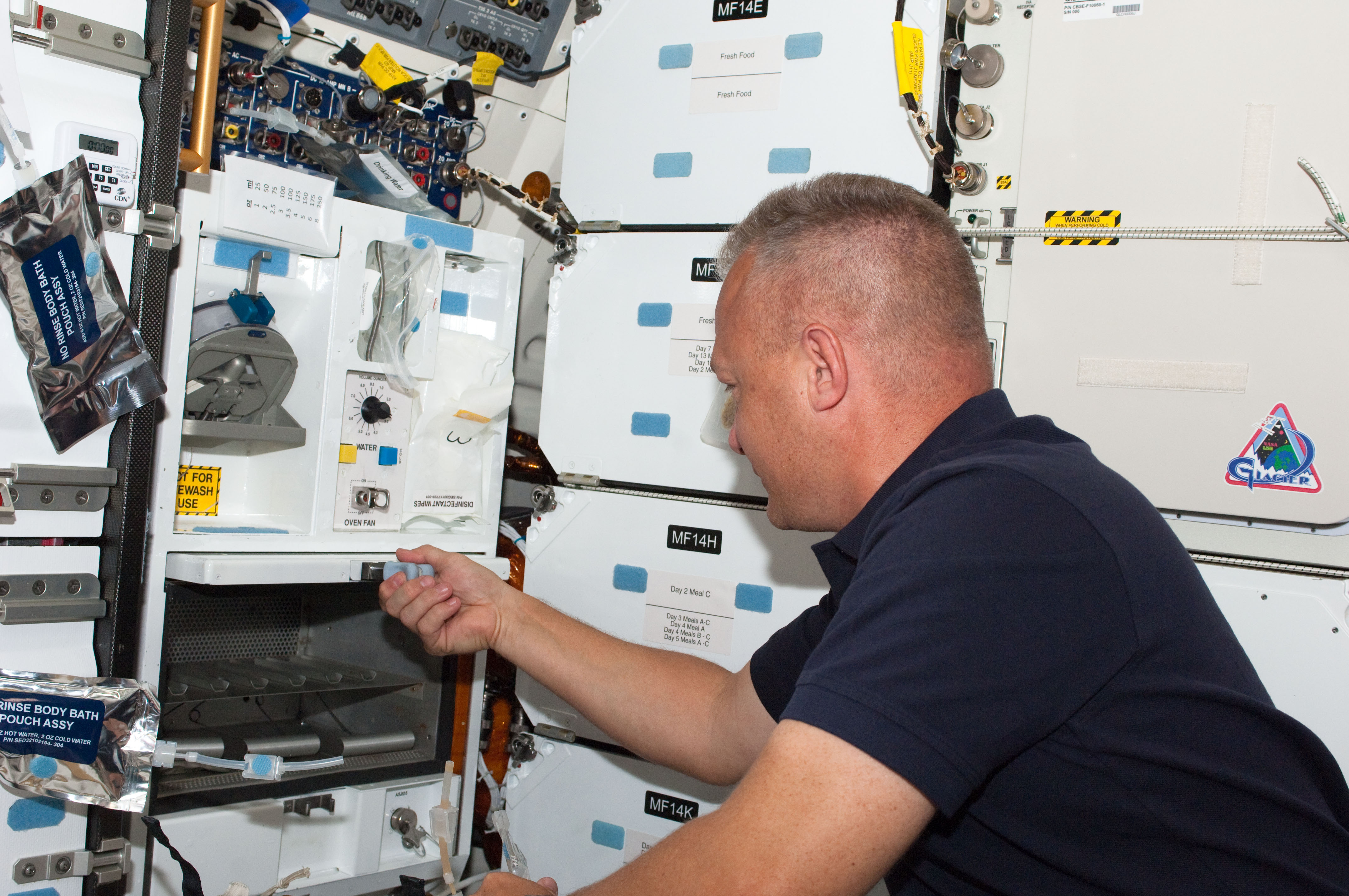
Даглас Хёрли готовит обед на средней палубе «Атлантиса».

День был посвящён разгрузке модуля «Рафаэль» и переноске грузов, размещённых на средней палубе шаттла, в станцию. Разгрузкой занимались астронавты обеих экипажей и «Атлантиса», и МКС. К концу дня были выполнены в общей сложности около 50 % всех разгрузочно-погрузочных работ в модуле «Рафаэль».
Специалисты НАСА вместе с астронавтами «Атлантиса» пытались разрешить проблему с установкой регенерации воды в модуле «Транквилити». Система регенерации очищает использованную воду, конденсат, а также мочу до уровня питьевой воды. По сообщениям астронавтов, с понедельника (11 июля) они ощущали неприятный запах, исходящий от этой установки, и были вынуждены временно отключить её. Ремонтом установки в течение нескольких часов занимался Рональд Гаран. Он заменил несколько узлов установки и затем включил её вновь. По предварительным наблюдениям, установка начала функционировать нормально.
Запланированное на этот день целенаправленное обследование повреждённых мест теплозащитного покрытия шаттла не понадобилось.
В 17 часов состоялась пресс-конференция экипажа для телевизионных каналов WBNG-TV и WICZ-TV из Бингемтона (штат Нью-Йорк) и KGO-TV из Сан-Франциско.

### Седьмой день полёта
05:29 14 июля — 20:29 14 июля
В качестве сигнала для пробуждения на «Атлантис» была передана песня Майкла Стайпа «Человек на Луне» (Man on the Moon).
Астронавты продолжили разгружать модуль «Рафаэль».
К концу дня были выполнены в общей сложности около 70 % всех разгрузочно-погрузочных работ в модуле «Рафаэль».

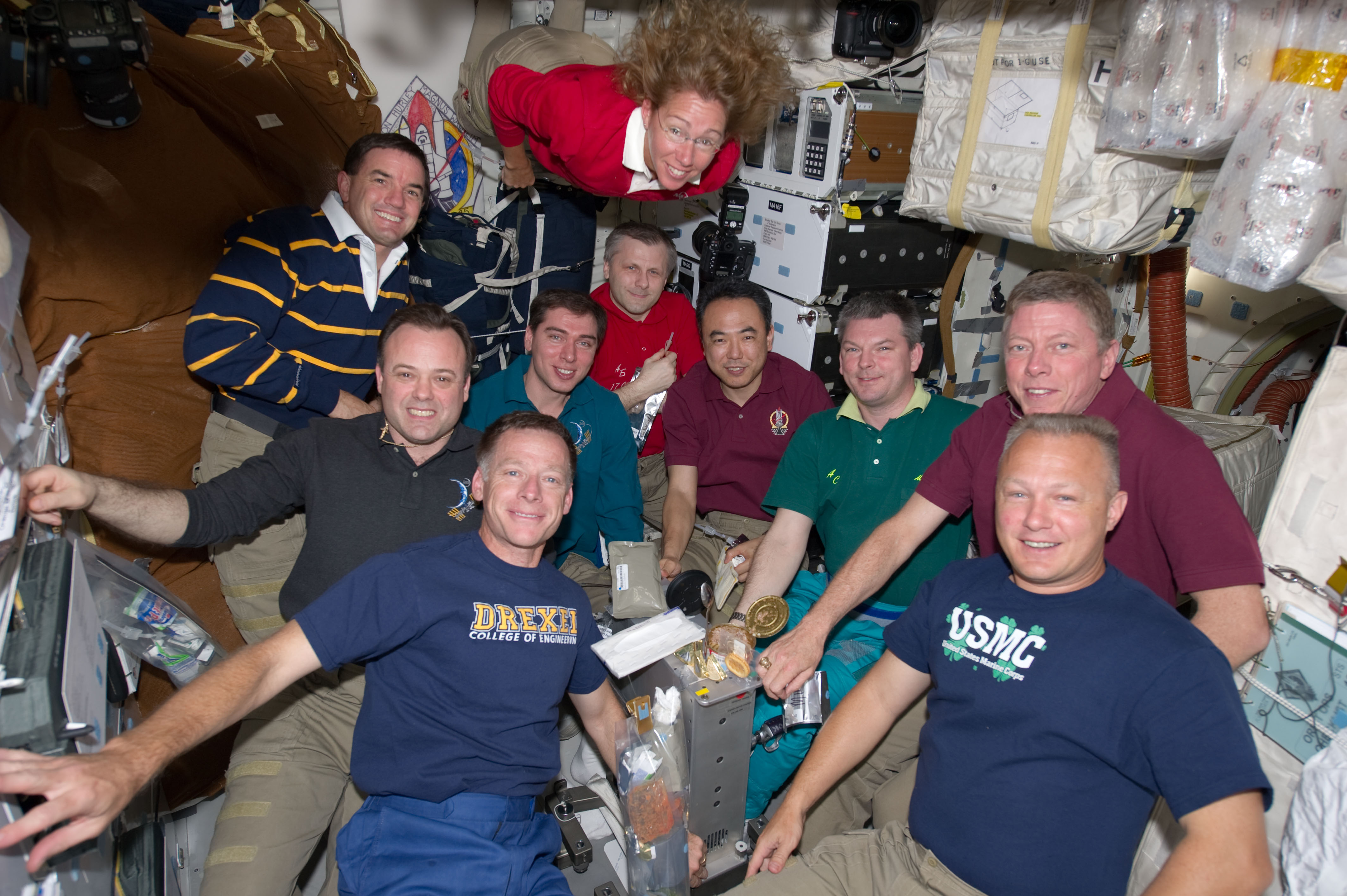
Праздничный ужин экипажей «Атлантиса» и МКС.

Во второй половине дня астронавты имели время для отдыха.
В 11 часов Кристофер Фергюсон и Сандра Магнус отвечали на вопросы корреспондентов Fox News Radio, KTVI-TV и KSDK-TV из Сент-Луиса.
В 13 часов 20 минут астронавты участвовали в пресс-конференции для телевизионных каналов: WBBM-TV из Чикаго, KTVU-TV из Окленда и WTXF-TV из Филадельфии.
В конце дня астронавты устроили праздничный ужин, который должен был бы состояться 4 июля, в День независимости, если бы старт «Атлантиса» состоялся бы 28 июня, как первоначально планировалось.

### Восьмой день полёта
04:59 15 июля — 19:29 15 июля
В 22 часа 7 минут (14 июля) астронавты были разбужены сигналом аварии, вызванным выходом из строя компьютера общего назначения № 4. В течение сорока минут астронавты занимались перезагрузкой и установкой матобеспечения, работавшего в компьютере № 4, в компьютер № 2. Для компенсации потерянного времени сна, время пробуждения было сдвинуто на полчаса, с 4 часов 29 минут на 4 часа 59 минут.
В качестве сигнала для пробуждения на «Атлантис» была передана песня Пола Маккартни «Good Day Sunshine».
Командир экипажа Кристофер Фергюсон и пилот Даглас Хёрли в течение часа перезапустили вышедший из строя компьютер № 4.
Астронавты продолжили переносить оборудование из модуля «Рафаэль» в станцию и в обратном направлении оборудование, подлежащее возвращению на Землю.
В 10 часов 44 минуты, в 11 часов 4 минуты и в 13 часов 24 минуты астронавты участвовали в трёх пресс-конференциях.
В 17 часов 30 минут астронавты «Атлантиса» и МКС разговаривали с президентом США Бараком Обамой.

### Девятый день полёта
03:29 16 июля — 18:59 16 июля
Астронавты продолжили переносить оборудование из модуля «Рафаэль» на станцию и в обратном направлении оборудование, подлежащее возвращению на Землю.
К концу дня были выполнены в общей сложности около 96 % всех разгрузочно-погрузочных работ в модуле «Рафаэль».

### Десятый день полёта
02:59 17 июля — 18:29 17 июля
Астронавты завершили все работы, связанные с разгрузкой и загрузкой модуля «Рафаэль». Список оборудования и материалов, доставленных на МКС и возвращённых на Землю, содержал 9006 пунктов.
В 9 часов 10 минут Даглас Хёрли и Рекс Уолхайм отвечали на вопросы студентов NASA Explorer Schools.

### Одиннадцатый день полёта
02:29 18 июля — 17:59 18 июля
Сандра Магнус поздравила японского астронавта МКС Сатоси Фуракава с победой сборной женской команды по футболу его страны на чемпионате мира по футболу и высказала слова поддержки сборной США, проигравшей в финале.
В 9 часов был закрыт люк в модуль «Рафаэль».

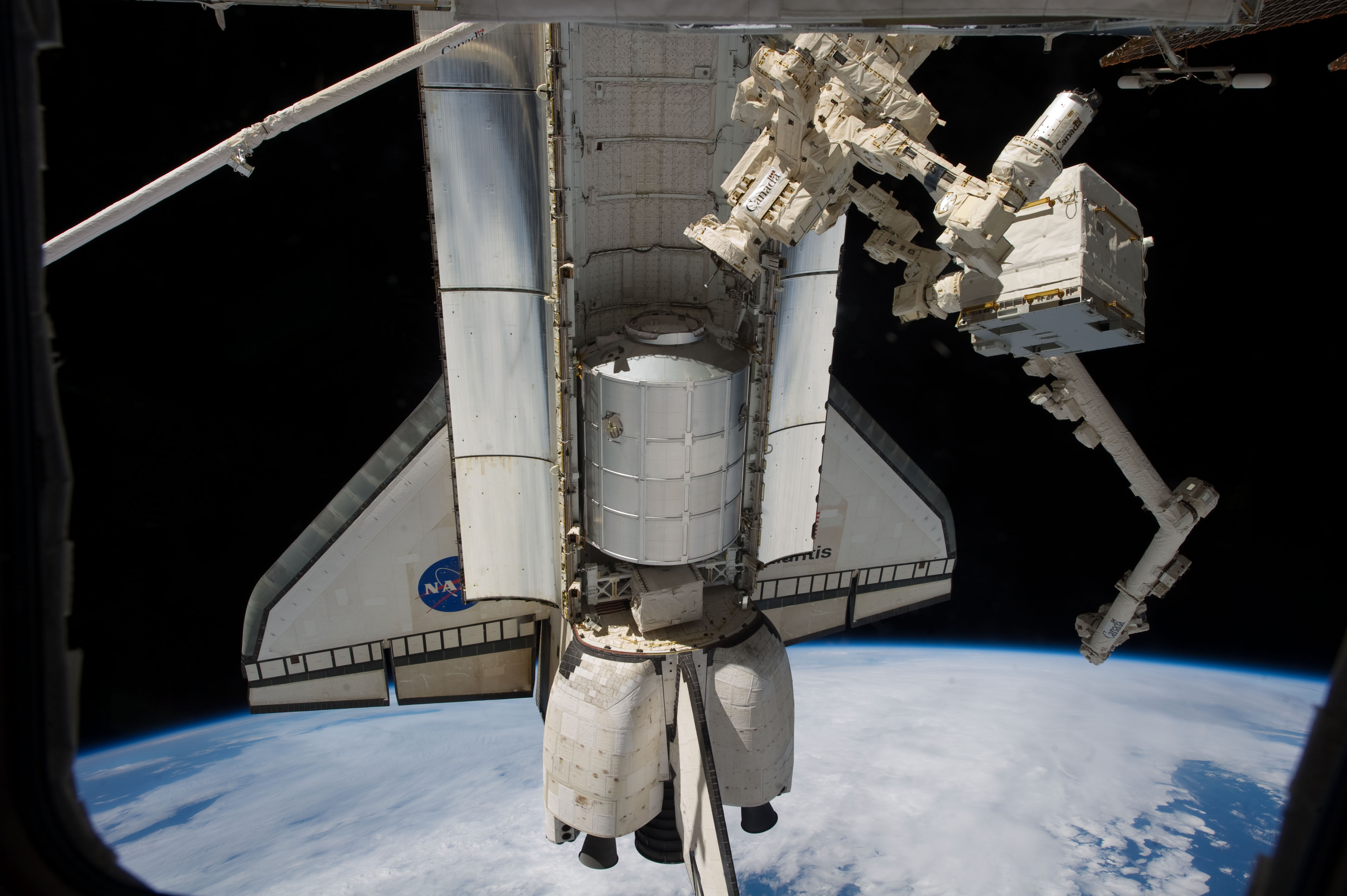
Модуль «Рафаэль» вернулся в грузовой отсек «Атлантиса».

В 10 часов 9 минут модуль «Рафаэль» был зацеплен манипулятором станции, которым из модуля «Купол» управляли Сандра Магнус и Даглас Хёрли. В 10 часов 47 минут были открыты все автоматические захваты, удерживающие модуль «Рафаэль». В 10 часов 48 минут была начата установка модуля «Рафаэль» в грузовой отсек «Атлантиса».
В 11 часов 40 минут модуль «Рафаэль» был установлен в грузовом отсеке «Атлантиса».
В 11 часов 48 минут модуль «Рафаэль» был закреплён в грузовом отсеке «Атлантиса». В 11 часов 56 минут манипулятор станции был отведён от модуля «Рафаэль».
Это был одиннадцатый полёт транспортного модуля к МКС, в том числе четвёртый полёт модуля «Рафаэль».

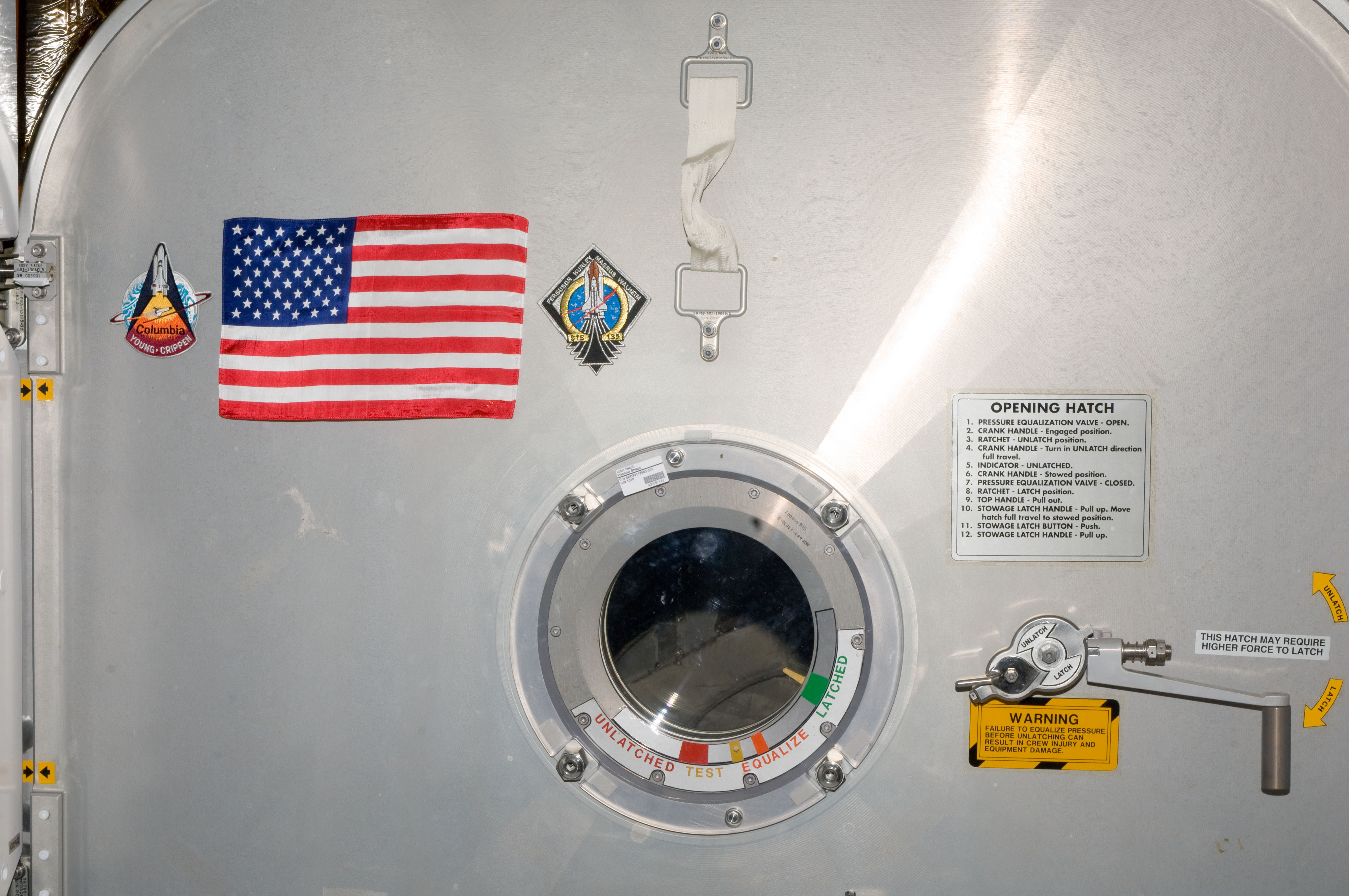
Флаг США над передним стыковочным портом модуля «Гармония».

В 13 часов 35 минут экипажи «Атлантиса» и МКС попрощались друг с другом в модуле «Гармония». Астронавты «Атлантиса» повесили над передним стыковочным портом, к которому пристыковывались шаттлы, небольшой флаг США, который был в космосе на борту шаттла «Колумбия» во время его первого полёта в 1981 году. Этот флаг вернётся на Землю на следующем пилотируемом космическом корабле США Crew Dragon, стартовавшем с Мыса Канаверал 30 мая 2020 года. Возвращение экипажа с флагом на Землю ожидается 28 августа 2020 года. В будущем, после возвращения на Землю, согласно планам НАСА, этот флаг отправится в дальний космос или на Луну, или на один из астероидов, или на Марс. Астронавты «Атлантиса» вернулись в шаттл. В 14 часов 28 минут был закрыт люк между шаттлом и МКС. В общей сложности люк между «Атлантисом» и МКС был открыт в течение 7 суток 21 часа 41 минуты.

### Двенадцатый день полёта
01:59 19 июля — 17:59 19 июля
День отстыковки «Атлантиса» от МКС. После расстыковки «Атлантис» совершил традиционный облёт станции. Обычно шаттлы совершали облёт вдоль главной оси (вдоль, которой располагаются обитаемые модули станции) станции, в плоскости перпендикулярной к оси ферменной конструкции станции. На этот раз перед облётом станция была развёрнута на 90°, и шаттл облетел станцию вдоль оси ферменной конструкции в плоскости, перпендикулярной к главной оси станции.
В 5 часов 25 минут комплекс шаттл+МКС был развёрнут на 180°, в положение — шаттл впереди станции по направлению движения.
Отстыковка «Атлантиса» от МКС произошла в 6 часов 28 минут, когда «Атлантис» и МКС пролетали над районом Тихого океана восточнее Крайстчерча (Новая Зеландия). Общее время в состыкованном состоянии составило 8 суток 15 часов 21 минута.
В 7 часов 30 минут «Атлантис» начал облёт станции, который продолжался 25 минут.
В 6 часов 41 минуту «Атлантис» удалился на 74 м (242 фута) от станции. В 6 часов 52 минуты расстояние между «Атлантисом» и МКС составляло 160 м (525 футов).
После отхода от станции на 183 м (600 футов) «Атлантис» приостановился, приблизительно, на полчаса. В 7 часов станция начала разворот на 90°, так чтобы ось ферменной конструкции станции была направлена на шаттл. Разворот станции закончен в 7 часов 26 минут.
В 7 часов 27 минут под управлением пилота Дагласа Хёрли «Атлантис» начал традиционный облёт МКС. В 7 часов 40 минут «Атлантис» находится над МКС. В 7 часов 52 минуты «Атлантис» находился сзади станции на расстоянии 206 м (675 футов). В 7 часов 51 минуту были включены двигатели шаттла и он начал удаляться от станции. В 8 часов 19 минут второй раз включаются двигатели шаттла и он уходит от станции.
В конце дня астронавты провели заключительную инспекцию теплозащитного покрытия шаттла, цель которой — обнаружение возможных повреждений от столкновения с микрометеоритами или космическим мусором.
Инспекция проводилась с помощью камеры и лазерного сканера, установленных на пятидесятифутовом удлинителе манипулятора шаттла.
Инспекция началась в 11 часов 25 минут с обследования правого крыла «Атлантиса». В 12 часов 15 минут продолжилась инспекция носа шаттла и в 13 часов 40 минут — левого крыла.
Инспекция окончена в 14 часов 30 минут. Изображения теплозащитного покрытия кромок крыльев и носа «Атлантиса» переданы на Землю для анализа специалистами НАСА.
В 15 часов 18 минут удлинитель и манипулятор были уложены на свои места в грузовом отсеке шаттла.

### Тринадцатый день полёта
01:29 20 июля — 17:29 20 июля
Астронавты тестировали системы «Атлантиса», задействованные во время схода с орбиты и приземления.
Астронавты упаковывали оборудование и инструменты перед приземлением.
В 7 часов 49 минут с правого борта грузового отсека «Атлантиса» был запущен пикоспутник Solar Cell Experiment. Размер спутника 12,7х12,7х25,4 см (5х5х10 дюймов), его вес 3,7 кг.
В 8 часов 44 минуты началась пресс-конференция для репортёров ABC News, CBS News, CNN, FoxNews и NBC News.
В 15 часов 20 минут была сложена антенна Ku-диапазона в грузовом отсеке «Атлантиса».
После анализа изображений последней инспекции тепловой защиты, объявлено, что нет повреждений, препятствующих безопасному приземлению «Атлантиса».
Приземление в четверг, 21 июля, планировалось только в космическом центре имени Кеннеди во Флориде.
Если по какой-либо причине приземление 21 июля не состоится, то для приземления 22 июля мог также рассматриваться и вариант приземления на военно-воздушной базе Эдвардс в Калифорнии.
Метеорологи предсказывали благоприятную погоду в районе космодрома на мысе Канаверал на день приземления.
21 июля «Атлантис» имел две возможности приземления во Флориде:
- виток 200, тормозной импульс в 8 часов 49 минут, приземление в 9 часов 56 минут 58 секунд
- виток 201, тормозной импульс в 10 часов 25 минут, приземление в 11 часов 32 минуты 55 секунд.

### Четырнадцатый день полёта
01:29 21 июля — 09:57 21 июля
Прогноз погоды на время приземления оставался благоприятным для приземления: переменная облачность на высоте от 1500 м (5000 футов) до 7600 м (25000 футов), скорость ветра 1,5 м/с (3 узла) порывы до 2,1 м/с (4 узлов).
Астронавт Фредерик Стеркоу на самолёте Т-38 наблюдал динамику развития погоды в районе космодрома.

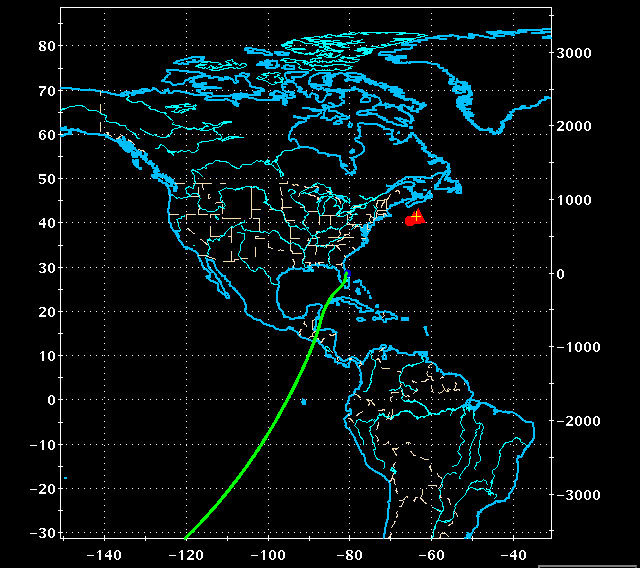
Траектория полёта «Атлантиса» перед приземлением.

В 4 часа 35 минут экипаж «Атлантиса» приступил к последним приготовлениям к возвращению на землю. «Атлантису» предстояла посадка в предрассветной мгле, в 5 часов 57 минут утра по времени космодрома, за 42 минуты до восхода солнца. На прямой связи с экипажем «Атлантиса» находится кэпком Батч Уилмор, руководителем полёта был Тони Цессаки.
В 6 часов 17 минут был закрыт грузовой отсек «Атлантиса». В 6 часов 35 минут «Атлантис» пересёк экватор и начал 199-й виток вокруг земли. В 8 часов 11 минут «Атлантис» начал последний 200-й виток вокруг Земли.
В 8 часов 12 минут руководитель полёта принял решение о приземлении «Атлантиса» в 9 часов 57 минут. В 8 часов 30 минут «Атлантис» развернулся перед тормозным импульсом.
Двигатели на торможение были включены в 8 часов 49 минут. В это время шаттл пролетал над районом Индийского океана северо-западнее Индонезии. Двигатели отработали 3 минуты 16 секунд. «Атлантис» сошёл с орбиты и устремился к земле.
В 9 часов 16 минут «Атлантис» развернулся в положение для входа в атмосферу: днищем вниз, нос — вперёд и вверх под углом 40°. В 9 часов 25 минут «Атлантис» вошёл в верхние слои атмосферы над югом Тихого океана. Высота полёта — 122 км (400000 футов), скорость М=25. В 9 часов 33 минуты «Атлантис» находился на высоте 74 км (46 миль), на расстоянии 4827 км (3000 миль) от места приземления. «Атлантис» пролетел западнее Галапагосских островов. В 9 часов 30 минут «Атлантис» пролетел над Сальвадором, затем над Гондурасом, над Карибским морем между Юкатаном и Кубой.

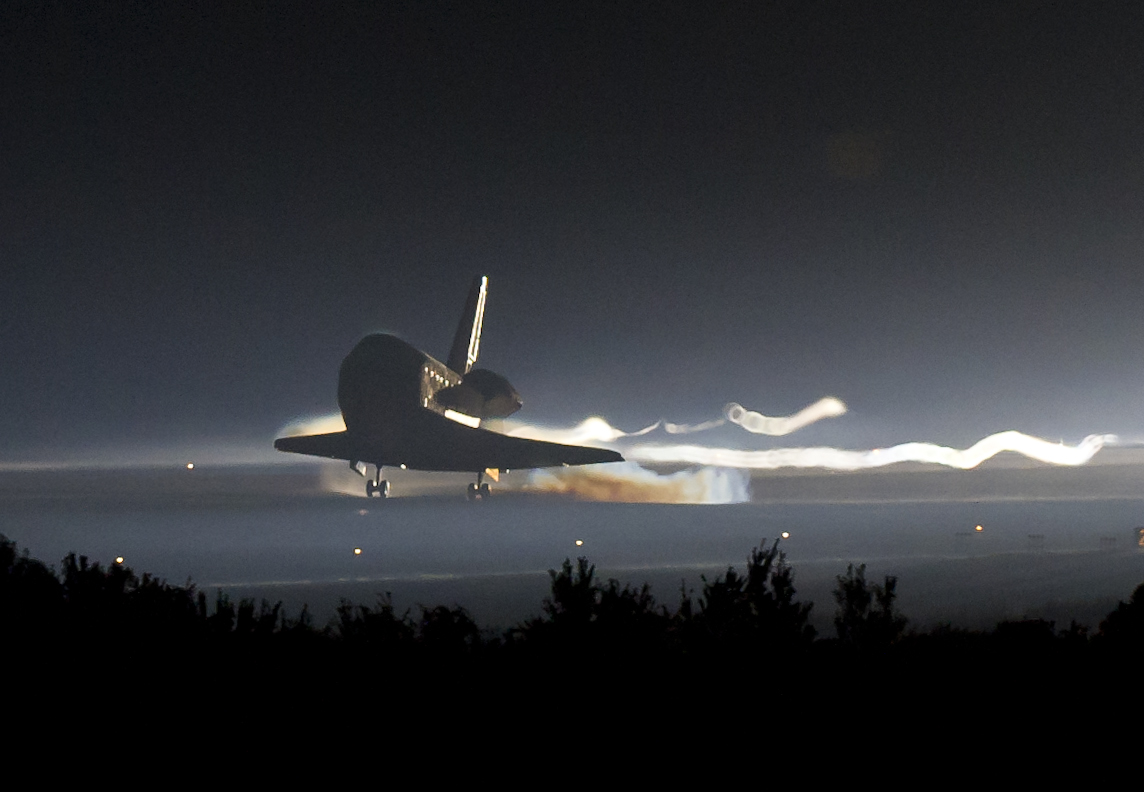
Последняя посадка шаттла «Атлантис».

В 9 часов 43 минуты «Атлантис» находился на высоте 55 км (34 мили), на расстоянии 1126 км (700 миль) от места приземления, его скорость — М=14. В 9 часов 46 минут «Атлантис» достиг Флориды. В 9 часов 47 минут «Атлантис» находится на высоте 39 км (24 мили), на расстоянии 321 км (200 миль) от места приземления. Под управлением Кристофера Фергюсона, «Атлантис» сделал разворот на 240° и в 9 часов 57 минут опустился на взлётно-посадочную полосу № 15 космического центра имени Кеннеди. Это было 78-е приземление шаттла на мысе Канаверал, 19 из них — в тёмное время суток.
Полёт продолжался 12 суток 18 часов 27 минут 56 секунд. «Атлантис» пролетел 8,5 млн км (5284862 мили) и 200 раз облетел Землю. Это был 33-й полёт «Атлантиса». В общей сложности «Атлантис» провёл 307 суток в космосе, совершил 4848 витков вокруг земли и пролетел 202,6 млн км (125935769 миль).
Вес при приземлении — 93 тонны (204736 фунтов), что на 29 тонн (63884 фунтов) меньше, чем при старте.
В 10 часов 45 минут астронавты вышли из шаттла в специальный автобус, где они прошли медицинский осмотр. В 11 часов 16 минут астронавты вышли на ВПП и совершили традиционный обход своего корабля. На ВПП экипаж «Атлантиса» приветствовали руководитель НАСА Чарльз Болден, его первый заместитель Лори Гарвер, директор космического центра имени Кеннеди Роберт Кабана, менеджер программы «Спейс шаттл» Джон Шэннон, директор запусков Майк Лайнбах.

## Итоги
«Атлантис» доставил на станцию около 4,3 тонн полезных грузов в транспортном модуле «Рафаэль» и около тонны в кабине.
Обратно на Землю в модуле «Рафаэль» вернулось около 2,5 тонн отработанного оборудования, результатов экспериментов и мусора, а также вышедший из строя насос системы охлаждения станции.
Это был двенадцатый полёт «Атлантиса» и 37-й полёт шаттла к МКС. В общей сложности, начиная с 1998 года, все шаттлы были 276 суток 11 часов 23 минуты в состыкованном состоянии с МКС.
За 30 лет эксплуатации пять кораблей «Спейс шаттл» совершили 135 полётов. В общей сложности все шаттлы совершили 21152 витка вокруг Земли и пролетели 872,7 млн км (542,398,878 миль). На шаттлах в космос было поднято 1,6 тысяч тонн (3,5 млн фунтов) полезных грузов. 355 астронавтов и космонавтов летели на шаттлах в космос.
По окончании полёта шаттл «Атлантис» был выставлен в Космическом центре имени Кеннеди во Флориде.
Наблюдать историческое событие собралось около миллиона человек со всех концов США и даже из зарубежных стран; многие в ожидании запуска жили в палатках несколько дней.